# Villa des Publius Fannius Synistor

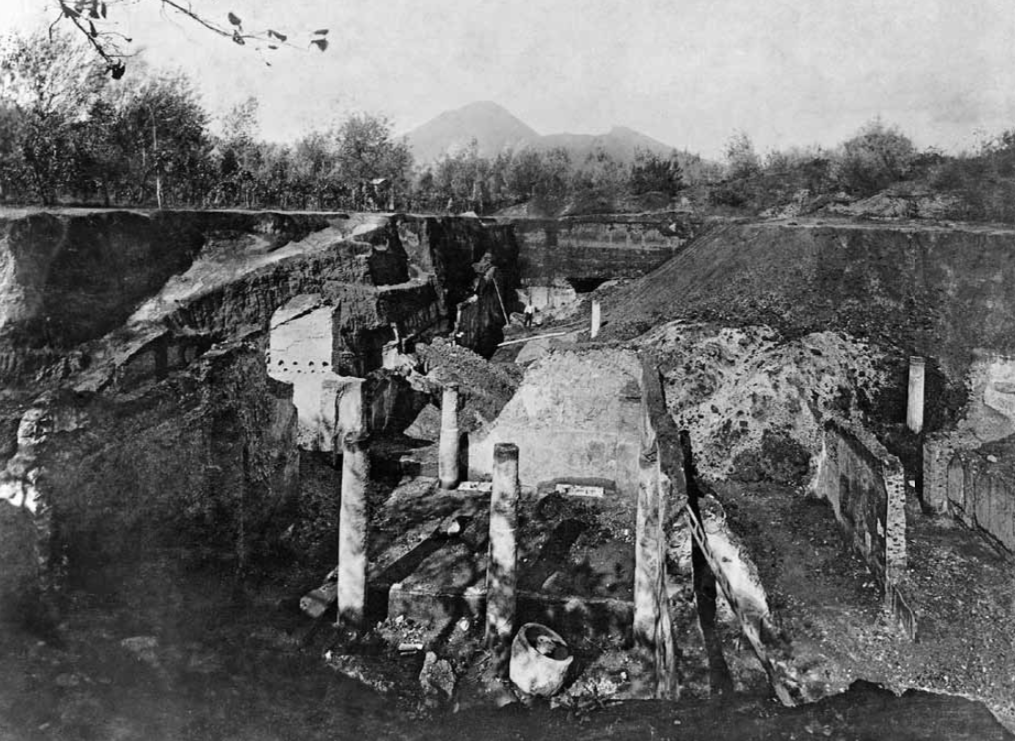
Die Villa während oder kurz nach der Ausgrabung 1899–1900. Blick auf Raum 24, D und C (v.l.)

Die Villa des Publius Fannius Synistor im heutigen Boscoreale bei Neapel am Fuße des Vesuvs ist eine römische villa rustica, die um 50–40 v. Chr. errichtet wurde. Sie wurde durch den Ausbruch des Vesuvs 79. n. Chr. zerstört und partiell konserviert. Die Villa ist trotz ihrer verhältnismäßig geringen Größe vor allem wegen ihrer qualitativ exzellenten Fresken des späten zweiten Stils bekannt. Diese wurden nach der 1899–1900 durch Vincenzo de Prisco durchgeführten Ausgrabung versteigert und befinden sich heute in verschiedenen Museen in Europa und Nordamerika. Die Ausgrabung wurde nach der Entnahme der Fresken wieder zugeschüttet.

## Beschreibung des Gebäudes

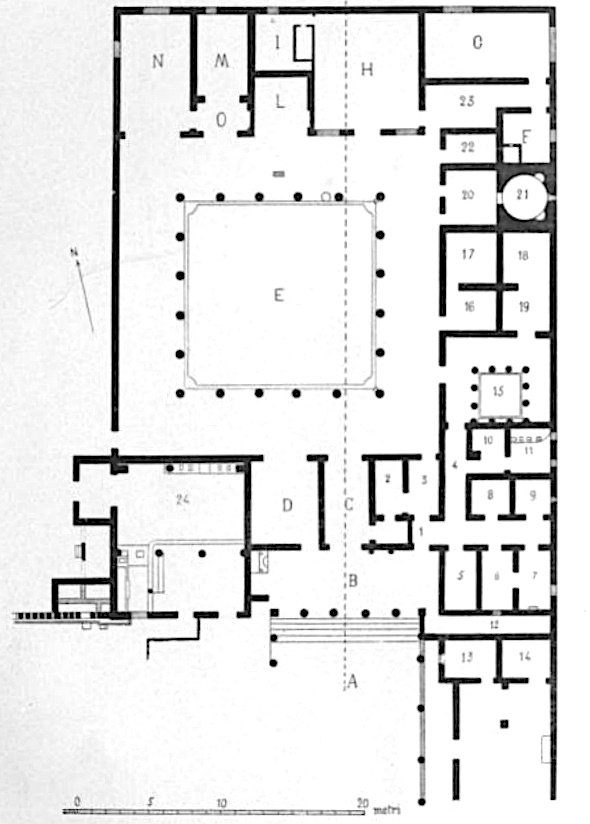
Grundriss der Villa (Barnabei 1901)

Um ein peristyl gruppieren sich mehrere Räume im Norden und Osten sowie im Süden. Der Eingang (B), an einem Vorplatz gelegen (A) liegt im Süden des Gebäudes. Im Eingang (B) befand sich ein Lararium, dessen Statuen wohl schon in der Antike entfernt wurden. Geradeaus geht es durch einen Flur (C) zum Peristyl. Rechts vom Eingang liegen die Gemächer der Bediensteten (2–10). Raum 1 war das Treppenhaus zum Obergeschoss, während in Raum 12 die Treppe in den Keller war. Im Keller befand sich ein Pferdestall und das hypocaustum. In Raum 13 und 14 befand sich die Küche mit einer Getreidemühle, ein Ofen, ein Herd, sowie Bratpfannen und andere Nutzobjekte. Dieser Teil wurde von den Bediensteten betrieben. Neben dem Eingang liegt der Raum der Musikinstrumente (D). Vom Eingang rechts befindet sich die Latrine, nach Norden befindet sich ein überdachter Innenhof (15), der das nach nördlich anschließende caldarium (heißes Bad; 18–19) erschließt. Westlich davon befindet sich das tepidarium (warmes Bad; 17). Nördlich davon befindet sich der Umkleideraum (20) und das frigidarium (kaltes Bad; 21). Die Funktion des nördlich vom Umkleideraum befindlichen Raumes (22) ist unklar. Im Nordosten geht es von einem Flur (23) in einen Raum ab, der vermutlich das Sommer-triclinium (G) war. Südlich davon befindet sich ein Raum mit unklarer Funktion (F). Im Norden befindet sich ein großer Raum (H), der als triclinium oder oecus diente. Davon ging ein kleinerer Raum ab (I), dessen genaue Funktion unklar ist. Südlich von diesem befindet sich eine exedra (L), die vom Peristyl aus erschlossen wird. Westlich davon befindet sich das cubiculum nocturnum (Schlafzimmer; M), mit dem cubiculum diurnum (Sitzraum; O) als Durchgangszimmer südlich vorgelagert. Ganz im Nordwesten befindet sich das Winter-triclinium (N). Ganz im Südwesten befindet sich das von außen zugängliche olearium (24), in dem Öl und Wein hergestellt wurden. Im Südosten befinden sich weitere, von außen zugängliche Räume (13, 14).

## Beschreibung der Wandmalereien

### Außenwände
Die Brüstungswände (bei A) an den Seiten des Weges, der zum Eingang führt, waren mit illusionistischen Bäumen, Vögeln und bronzenen Trinkgefäßen bemalt. Fresken von Gärten schmückten die vordere Außenwand, welche Wände dies genau waren, ist ungewiss.

### Raum C – Flur
Die Wände waren mit Inkrustationen seltener Natursteine und Marmorsäulen bemalt. Farblich dominierten gelb und violett. Zwei Fragmente der Ostwand sind erhalten, ein schmaleres Stück (Musée du Louvre, P101 (MND615)), das sich links von einem breiteren Fragment (Musée du Louvre, Inv.-Nr. P102 (MND616), 174 × 170 cm) befand.

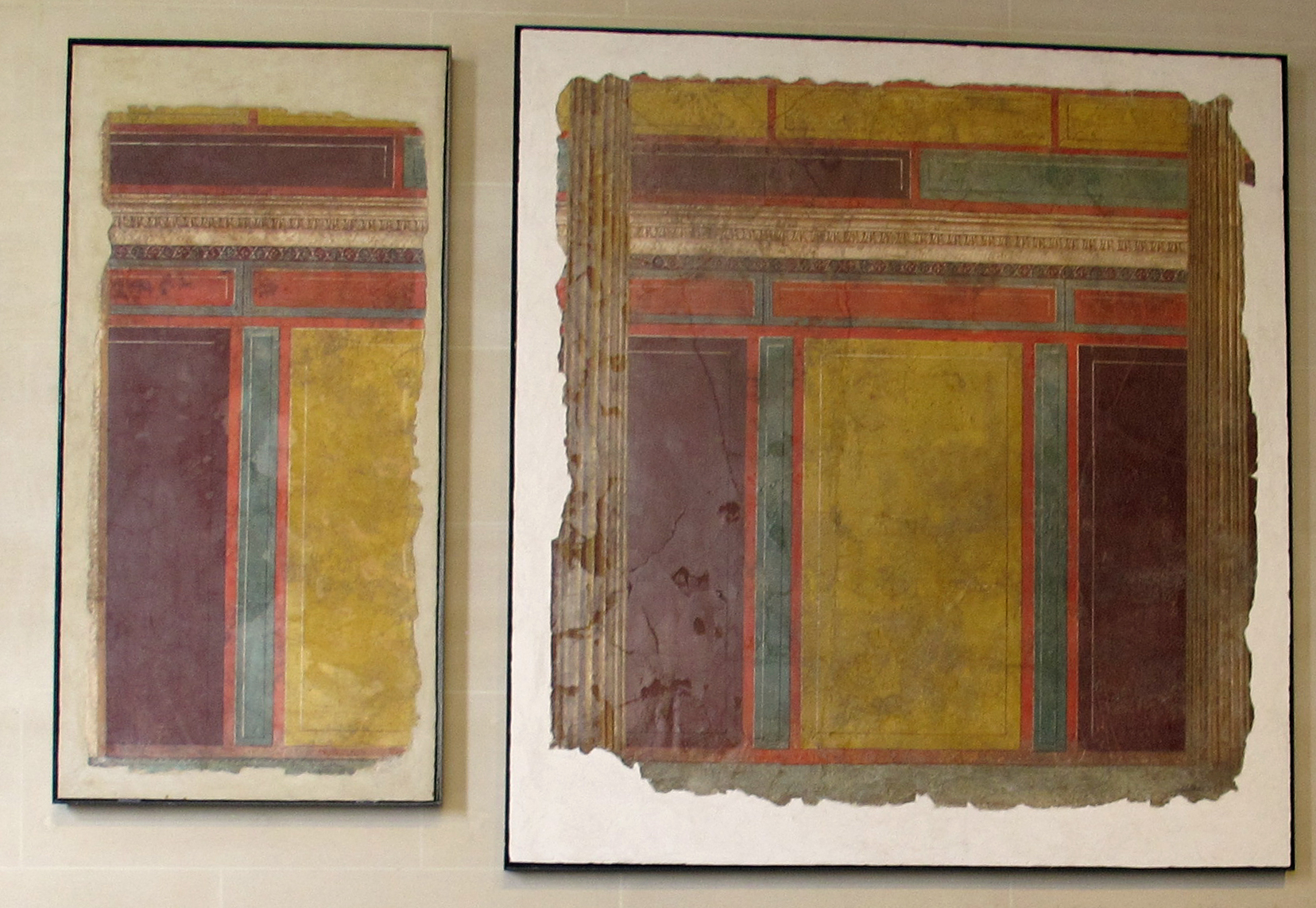
Fragmente der Ostwand

### Raum D –Raum der Musikinstrumente
Die Wände in Raum D waren ebenfalls mit Inkrustationen bemalt, bei denen gelb, rot und violett dominierte. Auf dem Grund waren Pinienzweige und -zapfen aufgemalt, sowie lebensgroße Musikinstrumente: Flöten, Becken, Kastagnetten, eine Trompete und eine Panflöte. Es ist nur ein einziges Fragment, jenes mit den Flöten, erhalten (Musée du Louvre, Inv.-Nr. P100 (MND614), 125 × 118 cm). Die genaue Funktion des Raumes ist ungewiss, sein Name rührt von den Fresken her.

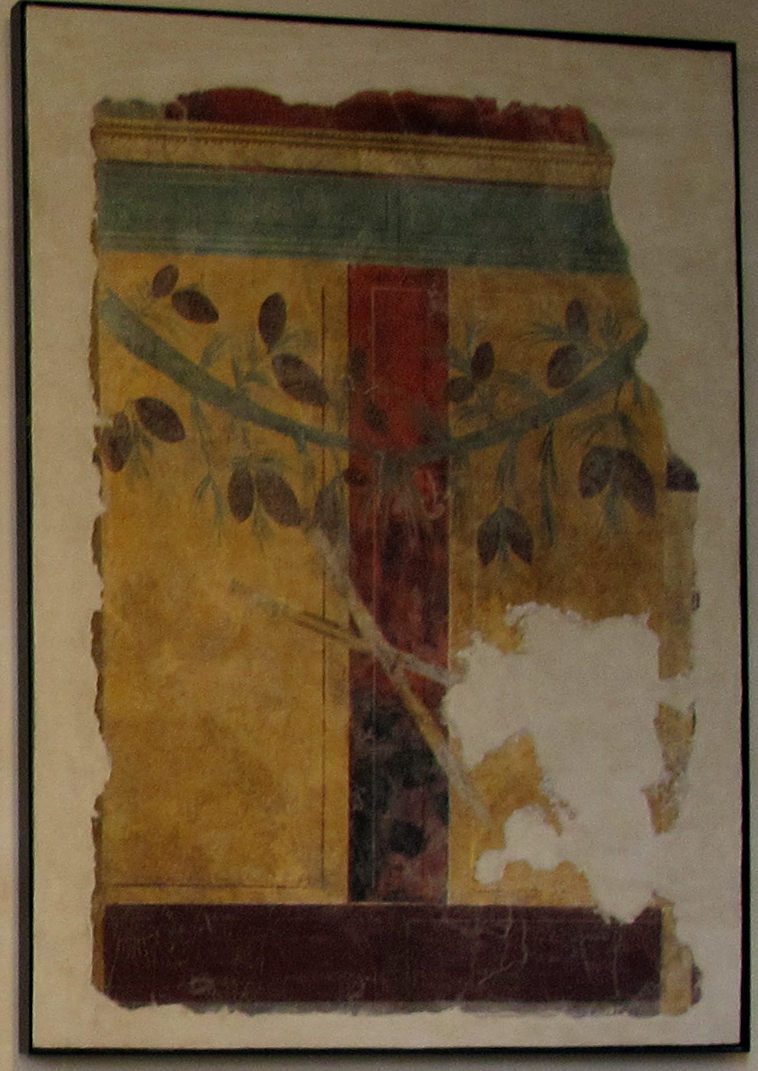
Fragment

### Raum E –peristyl
Die Wände des peristyl waren mit Marmorsäulen bemalt, dessen korinthische Kapitelle mit Girlanden aus Zweigen, Ähren und Obst verbunden waren. Dabei wies jede dieser Girlanden eine andere Kombination von Elementen auf. Der Sockel der Wände war gelb, die Wand darüber grau und zumindest teilweise mit Szenen bemalt. Darüber war ein gelbroter Fries, über dem die Wand violett war. Auf diesem violetten Grund waren die Girlanden gemalt. Von der Südwand existiert ein Fragment eines Kapitells (Museum of Metropolitan Art, New York, Inv.-Nr. 03.14.1, 91 × 65 cm). Fragmente der linken vier (von sieben) Girlanden und teilweise den darunter befindlichen Friesen der Westwand sind erhalten (Girlande 1: Archäologisches Nationalmuseum Neapel, 113 × 270 cm; Girlande 2–4: Villa Kérylos, Beaulieu-sur-Mer, Girlande 4: 124 × 246 cm).

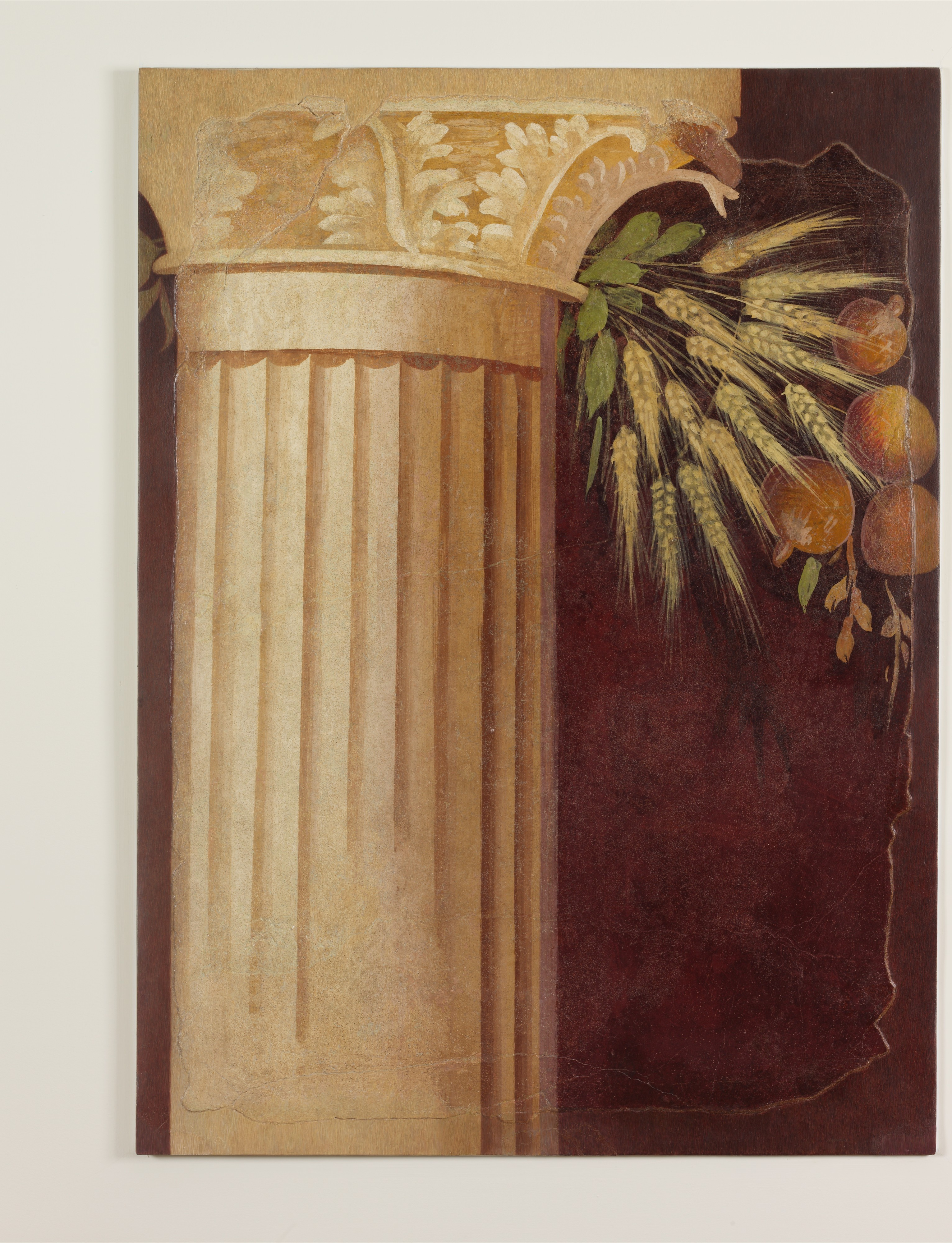
Fragment des östlichen Endes der Südwand

Auf dem grauen Grund waren zumindest teilweise Szenen aufgemalt. Auf der Südwand waren zwischen der 1. und 2. Säule von rechts ein Marmortisch mit Sportpreisen aufgemalt (Archäologisches Nationalmuseum Neapel, 123 × 222 cm). Von der Malerei zwischen Säule 3 und 4 ist ein Fragment eines Globus mit Sonnenuhr auf einem Säulenstumpf erhalten. An der Nordwand war zwischen Raum N und O eine Vase dargestellt. Links und rechts der Tür zu Raum H waren geflügelte Wächterfiguren aufgemalt. Die linke ist männlich und hat in der rechten eine Platte in der Hand (Musée du Louvre, Inv.-Nr. P23 (MND613), 126 cm hoch), die rechte ist weiblich (Allard Pierson Museum, Amsterdam).

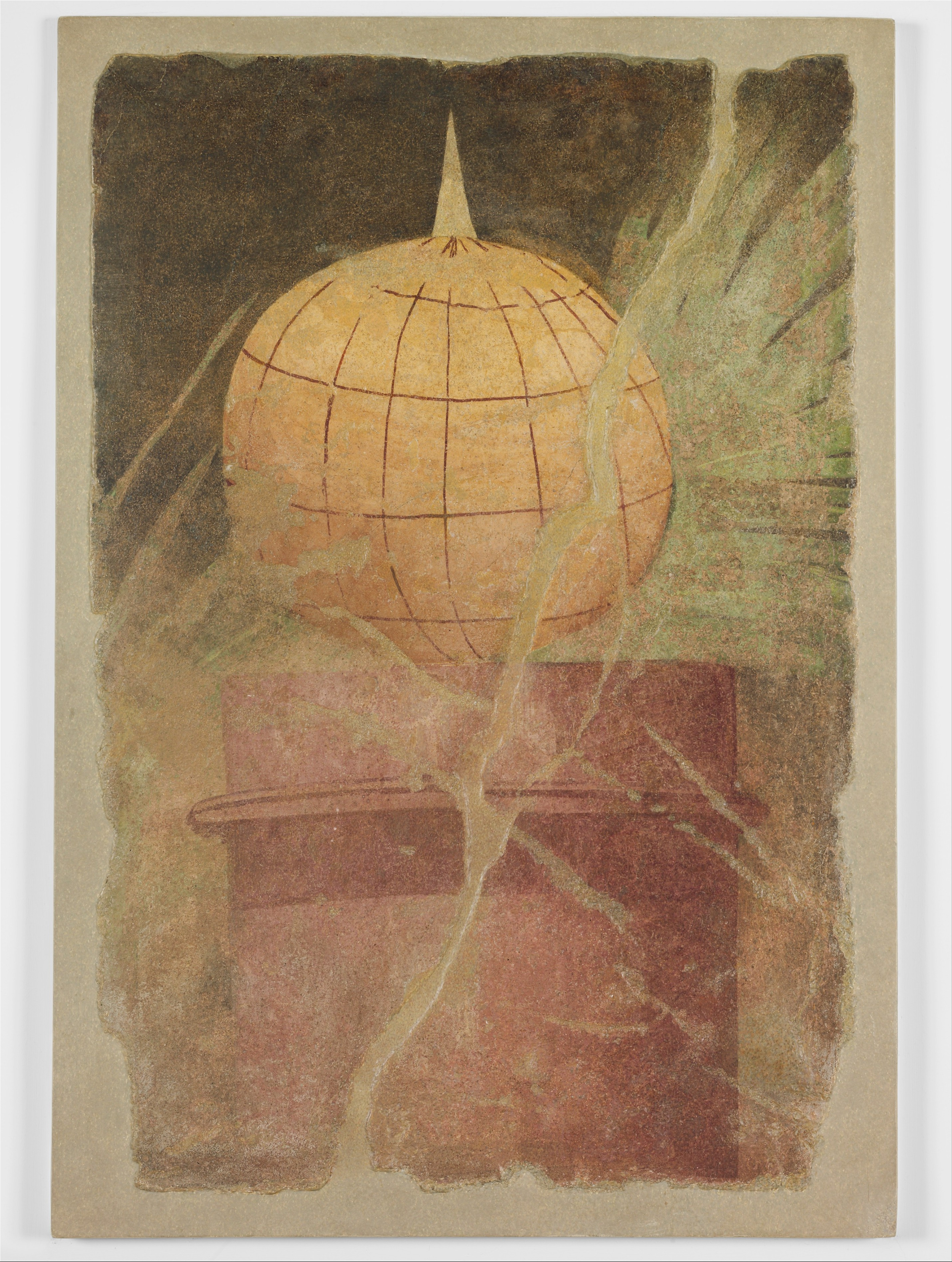
Südwand, Globus mit Sonnenuhr
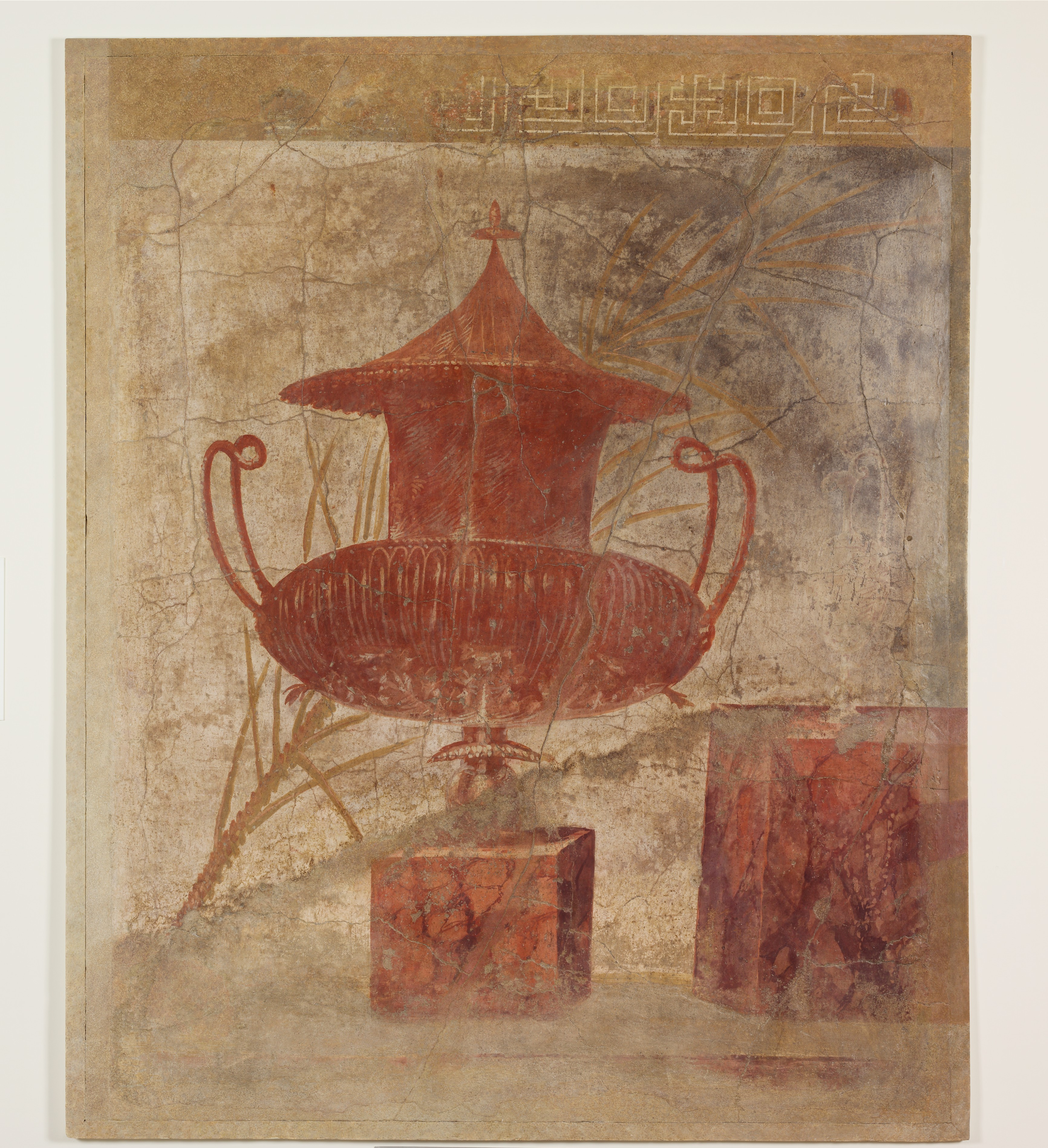
Nordwand, Vase
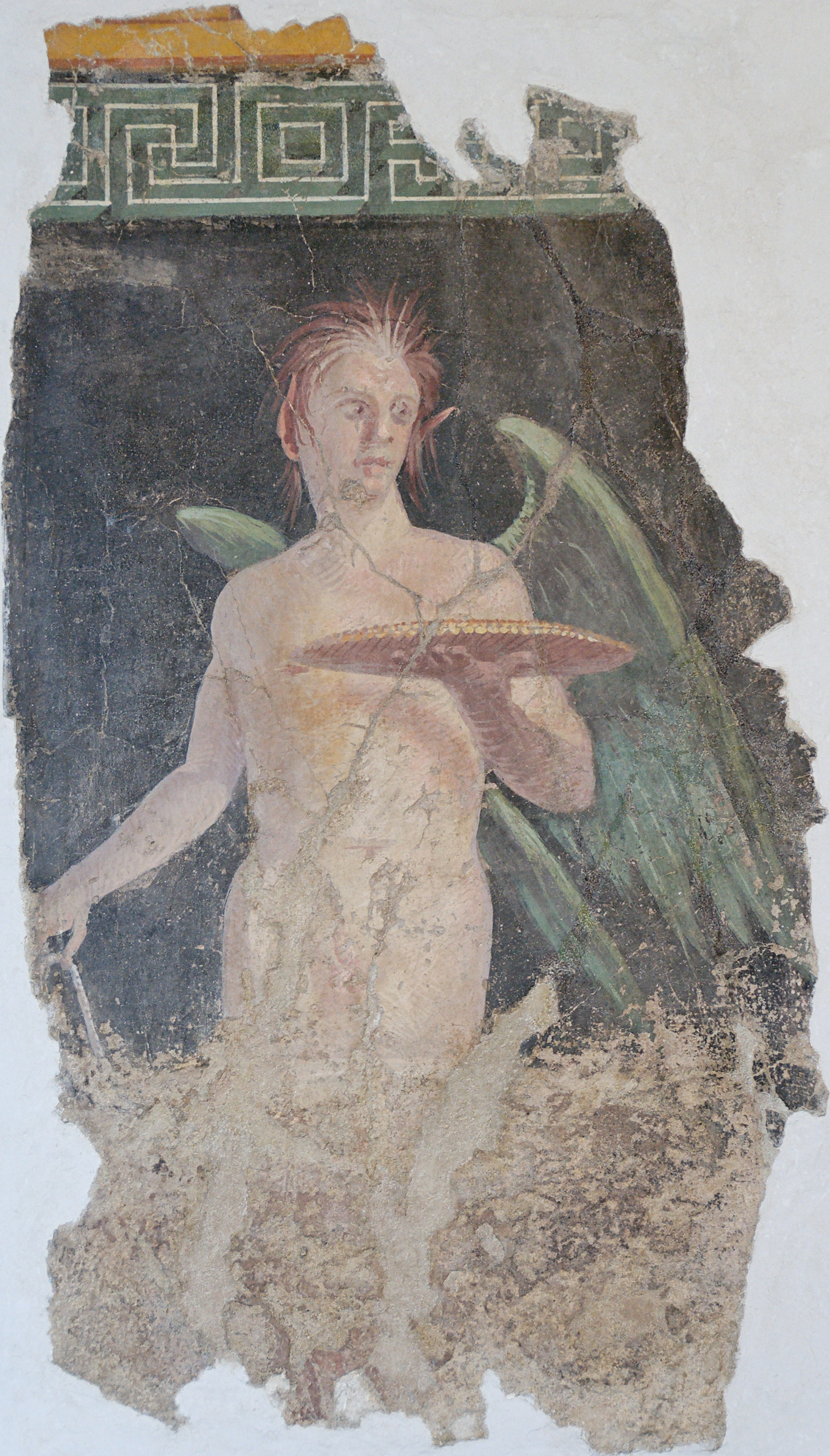
Nordwand, männliche geflügelte Wächterfigur

### Raum F
Raum F war mit illusionistischer Architekturmalerei ausgestattet. Vor roten, gelben und blauen Inkrustationen sind Säulen und Pilaster. Drei Fragmente sind erhalten (Metropolitan Museum of Art, Nordwand: Inv.-Nr. 03.14.12, 193 × 114 cm; Ostwand: Inv.-Nr. 03.14.10, 154 × 94 cm; Südwand: Inv.-Nr. 03.14.11, 178 × 84 cm)

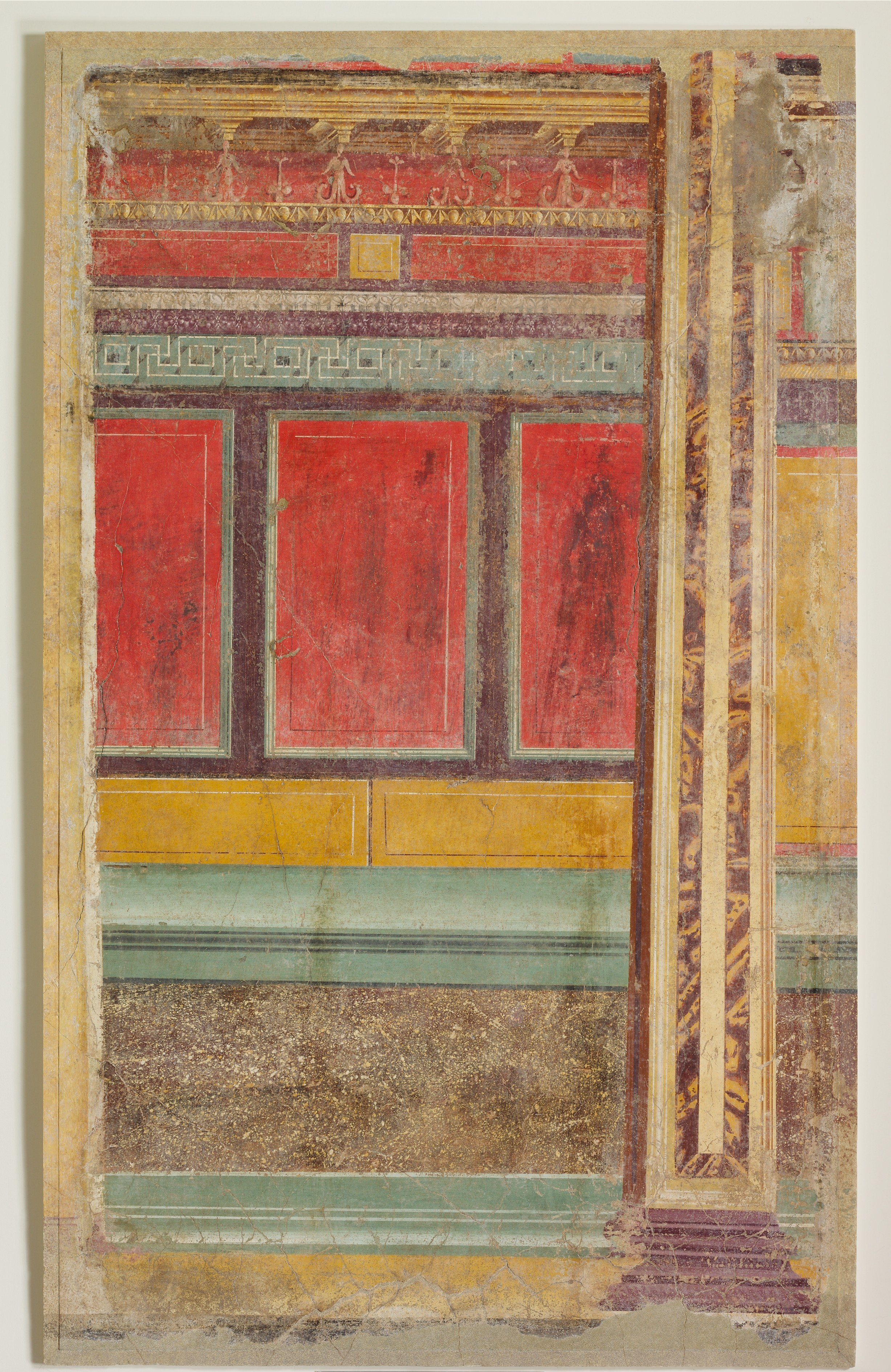
Fragment der Nordwand
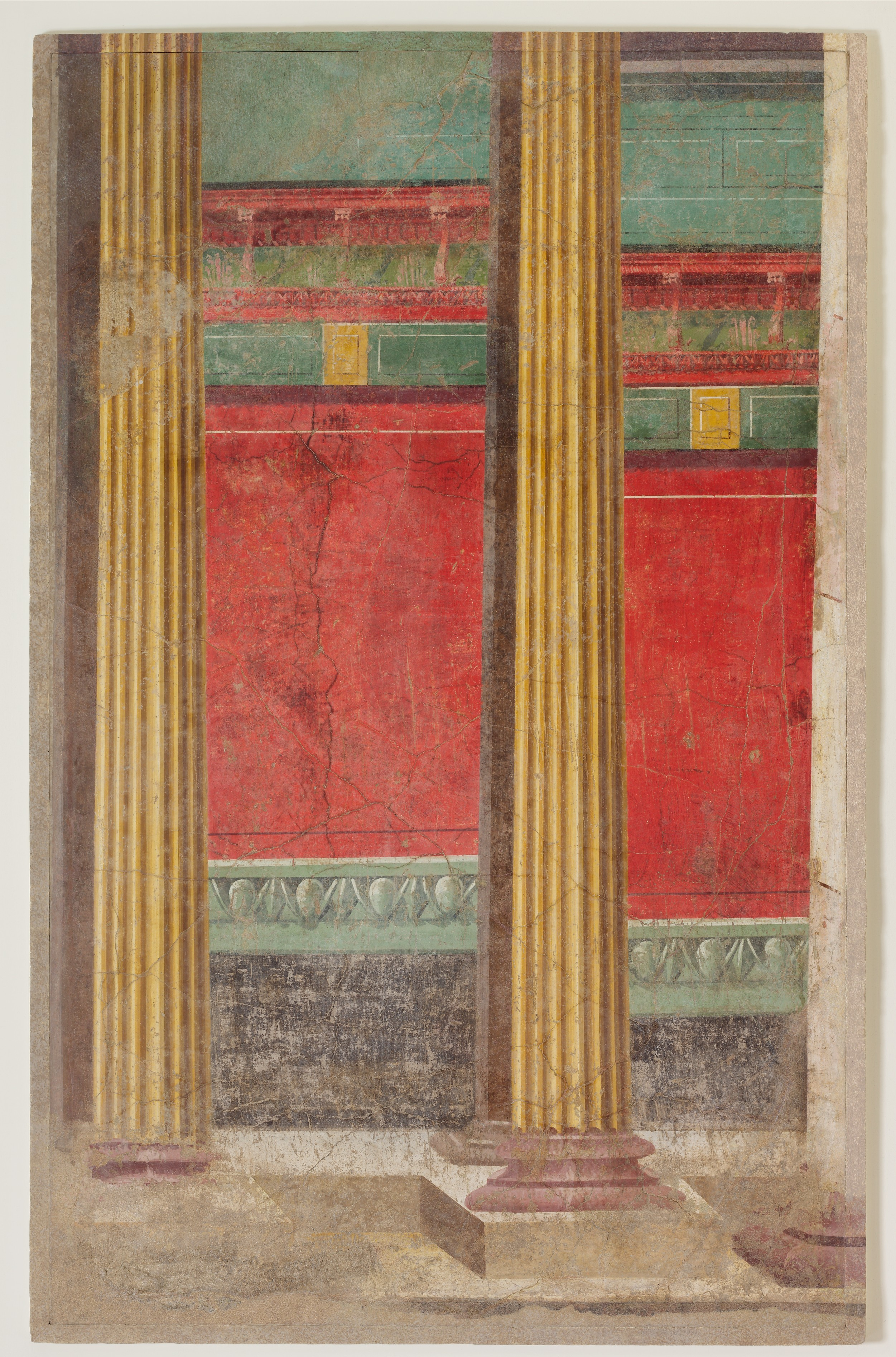
Fragment der Ostwand
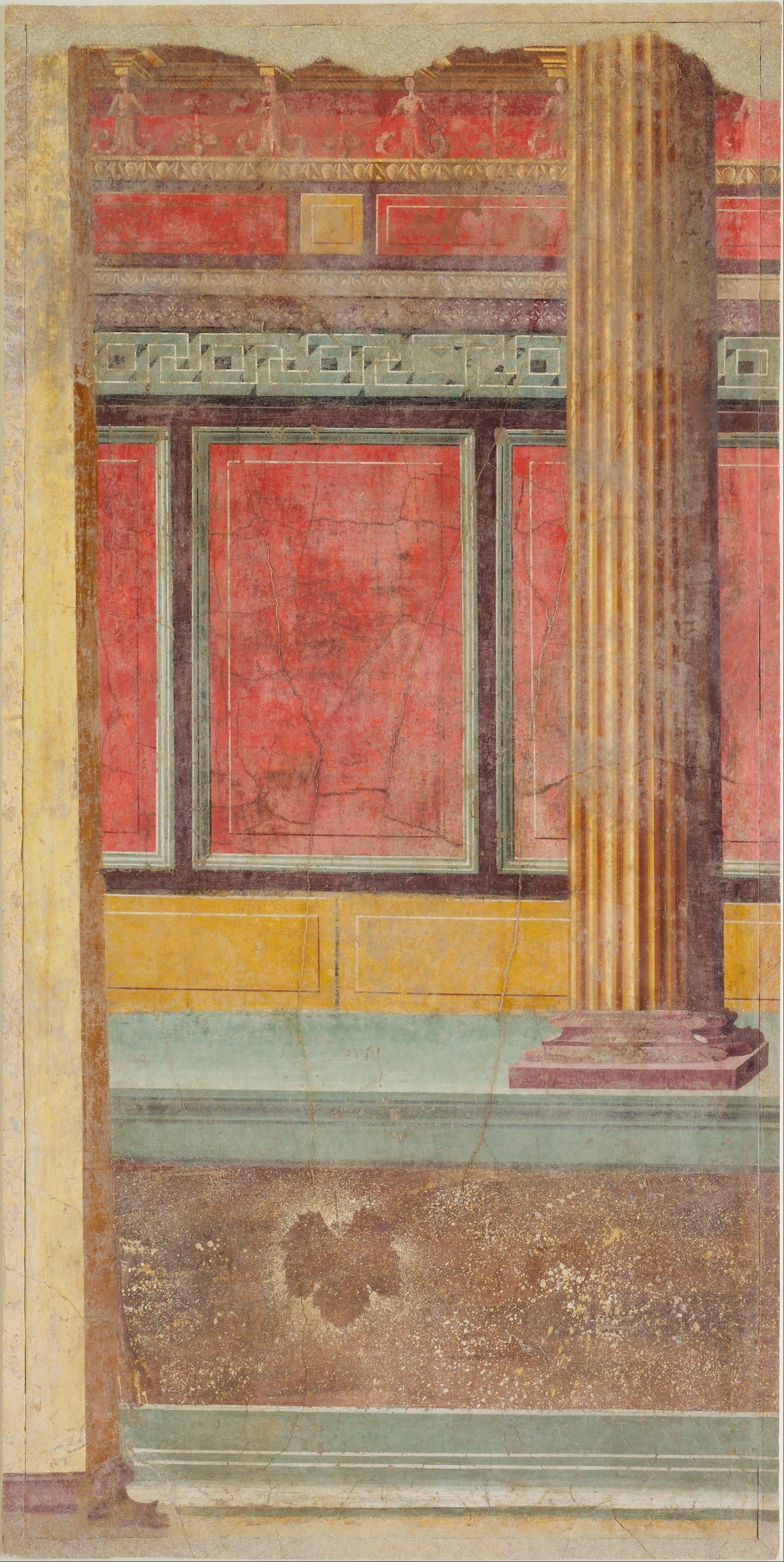
Fragment der Südwand

### Raum G – Sommer-triclinium
Im Sommer-triclinium waren aufwendige illusionistische Architekturmalereien angebracht. An der Südwand, von der ein Teil ab der rechten Raumecke erhalten ist (Musée Royal de Mariemont, Inv.-Nr. R56), war ein auf Säulen ruhendes Tympanon aufgemalt. An der Westwand, die über die gesamte Breite erhalten ist (Archäologisches Nationalmuseum Neapel) und nur unten und oben leicht beschnitten ist, ist eine Tür aufgemalt, die von aufwendiger Architektur gerahmt ist.

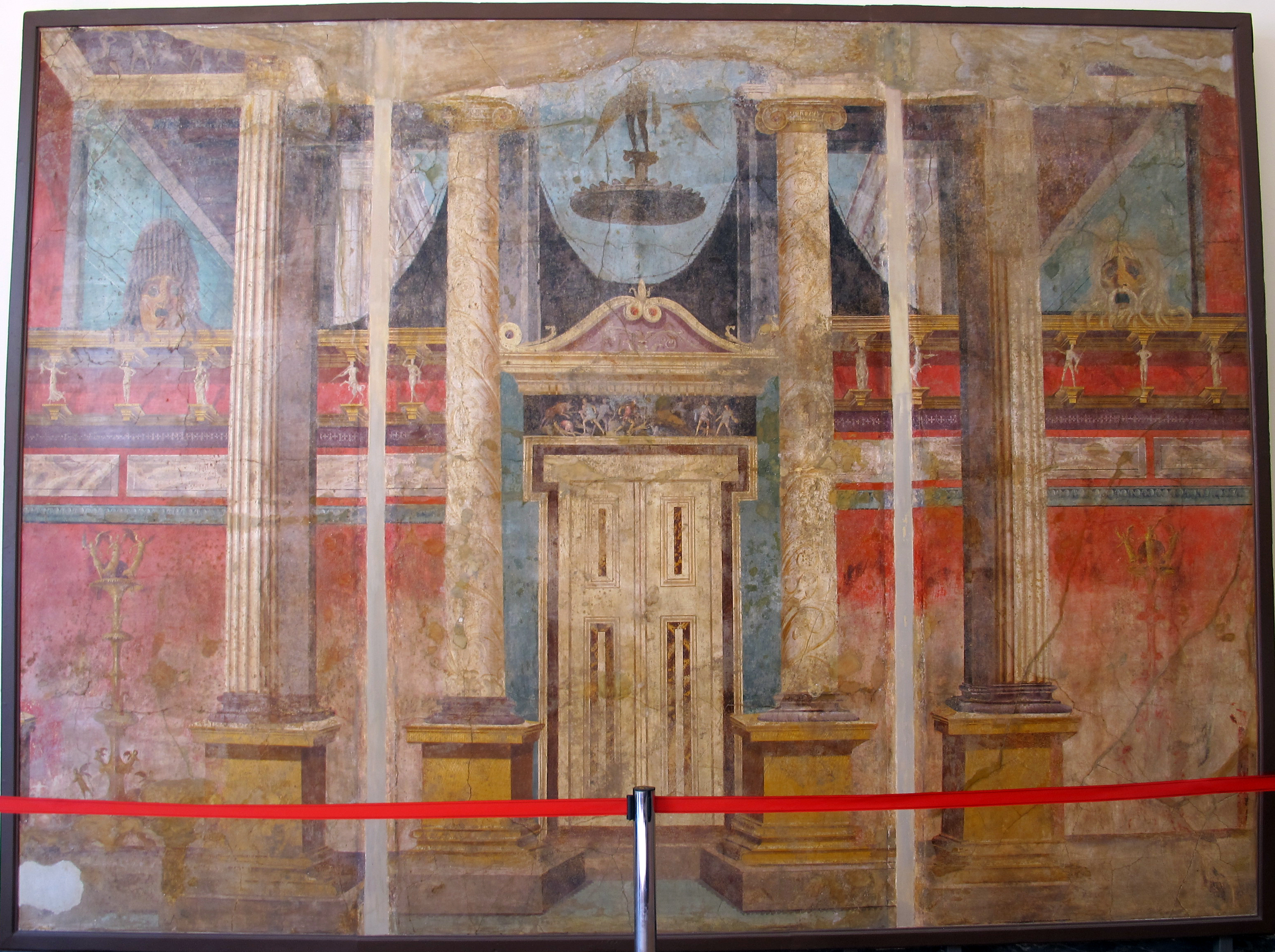
Westwand
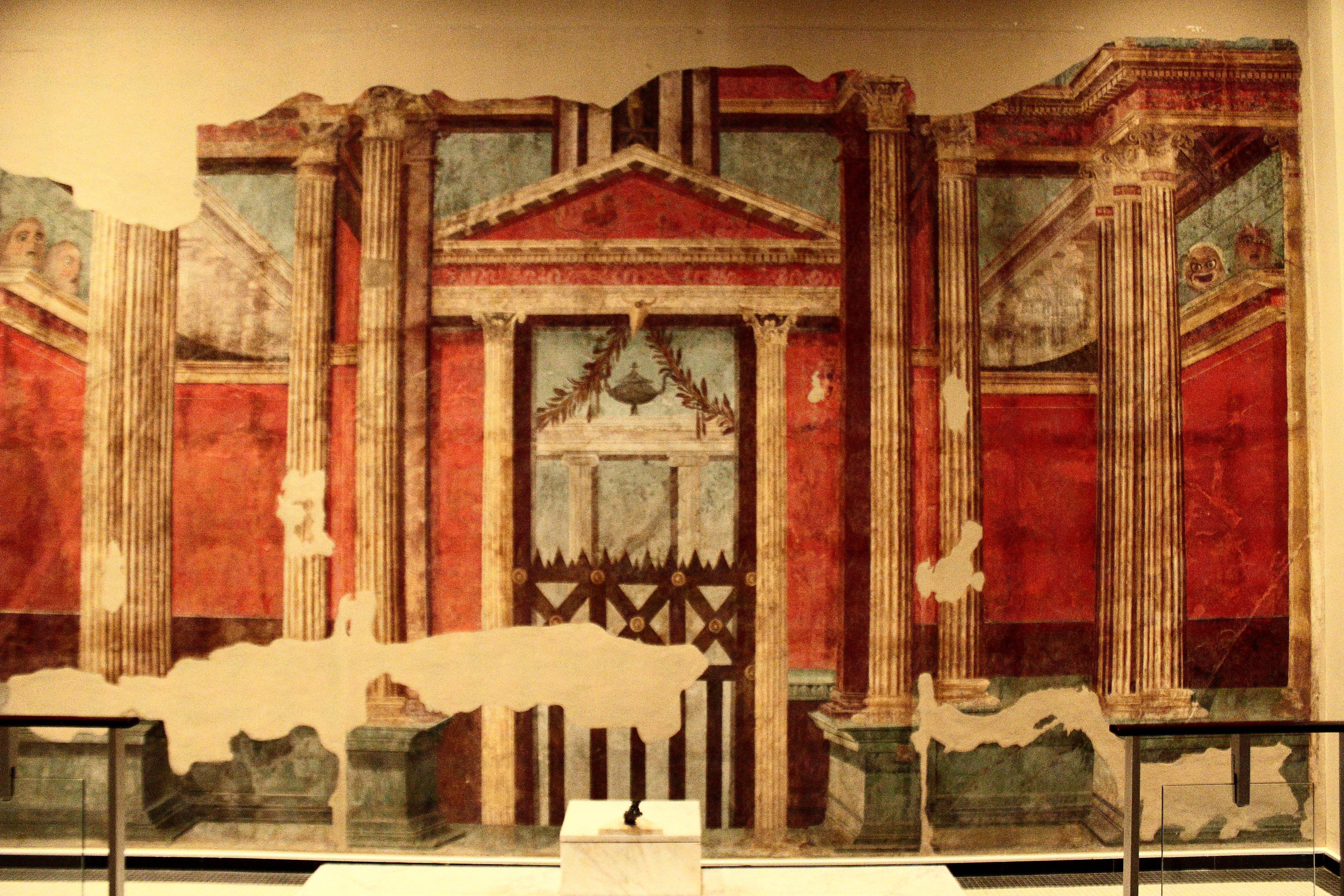
Südwand

### Raum H –tricliniumoderoecus

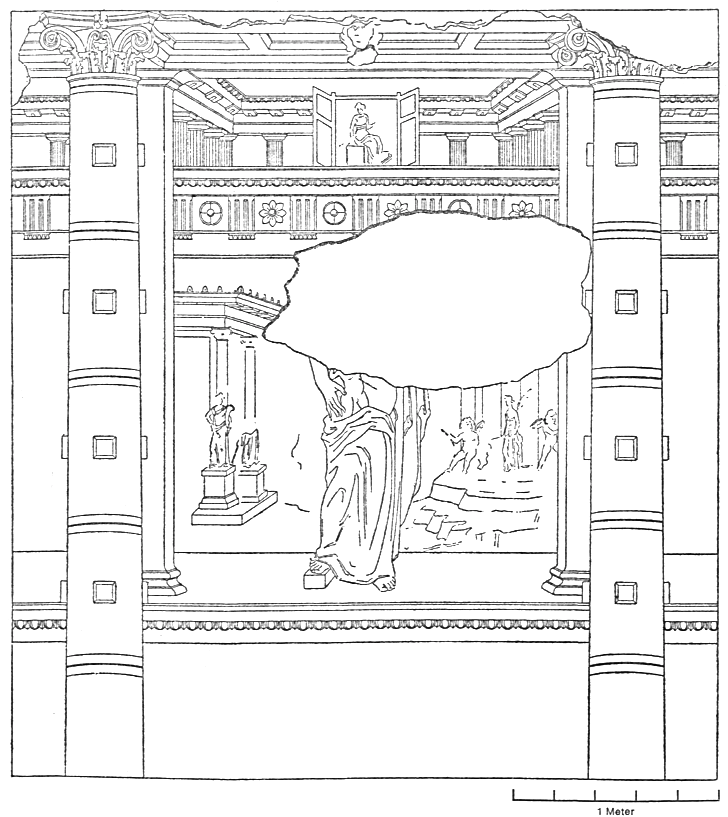
Zeichnung des mittleren Bildfeldes der Nordwand mit illusionistischer Architekturmalerei (1901 von F. Barnabei gezeichnet, als die Fresken sich noch in situ befanden). Oben mittig gut sichtbar das Klapptafelbild, welches auf der Scherwand steht.

Raum H, der entweder als triclinium (Speisesaal) oder oecus (Saal für soziale Zusammenkünfte) diente, wurde mittig in der Südwand erschlossen. Rechts und links von der Tür befanden sich große liegende Fenster. Auf den Wänden sind illusionistische Architekturelemente aufgemalt, die das Bildprogramm gliedern. Bei den Fresken handelt es sich um Megalographien. In den Raumecken sind Pilaster mit ionischen Kapitellen aufgemalt, zudem ergibt sich auf jeder Wand (außer der Südwand) durch zwei aufgemalte ionische Säulen drei Interkolumnien (Fläche zwischen den aufgemalten Säulen) gegliedert. Hinter diesen Säulen ist ein Sockel dargestellt, auf dem sich die gemalten Szenen abspielen. Auf diesem Sockel stehen dorische Pilaster, die eine Kassettendecke stützten. Weiter hinten befinden sich Scherwände (nicht bis zur Decke reichende Wände), die über ihrem abschließenden Metopen-Triglyphenfries den Blick auf einen Säulenhof im Hintergrund freigeben. Diese Scherwand ist an der Nordwand blau-grün, während sie an der West- und Ost-Wand rot ist. Bei der Südwand war die Fläche hinter den Säulen braun-violett. Auf den Scherwänden stehen kleine Klapptafelbilder mit aufgeschlagenen Flügeln (Rekonstruktion der gesamten Wandmalereien, Blick zur Nordwand, Abb. 59).
Von der Westwand ist ein Fragment (Archäologisches Nationalmuseum Neapel, Inv.-Nr. 906, 201 × 324 cm) erhalten. Es zeigt den Sockel mit den darauf stehenden oder sitzenden Figuren (die linken zwei Interkolumnien), sowie die dahinterliegende rote Scherwand. Mittig ist der Schaft der ionischen Säule erhalten und oben noch der Metopen-Triglyphenfries. Links der Säule steht auf dem Sockel ein alter Mann, vielleicht ein Philosoph, der einen Stock in der rechten hält und nach rechts zu gehen scheint. Rechts der Säule sitzen die zwei Frauen, wohl die Personifikationen von Persien und Makedonien, zwischen ihnen steht ein goldenes Schild. Die rechte Säule und das Interkolumnium rechts davon sind zerstört, möglicherweise zeigte es aber nur die illusionistische Architektur und keine Szene auf dem Sockel, da sich in diesem Bereich die Tür zu Raum I befand. Die Tür war jedoch sehr schmal, so dass durchaus Platz für eine Szene gewesen wäre. Falls sich dort ursprünglich eine Darstellung befand, wurde sie schon in der Antike zerstört, da bei der Ausgrabung 1900 dieser Teil der Wand neu verputzt war. Links des ersten Interkolumnium mit dem alten Mann, welches breiter war als die anderen beiden, war eine Scheintür aufgemalt.

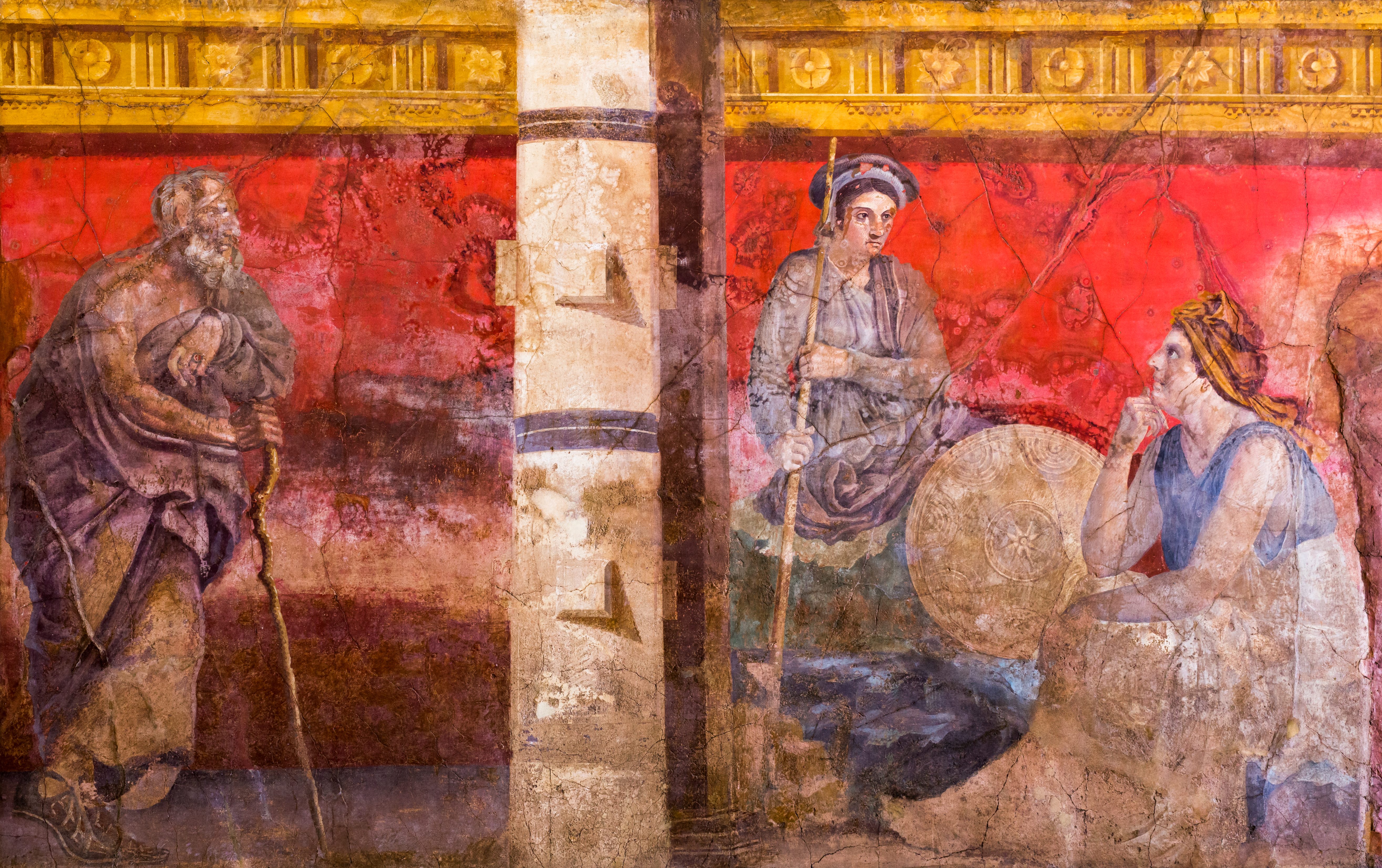
Westwand, linkes und mittleres Bildfeld

Von der Nordwand ist nur das mittlere Interkolumnium erhalten mit einem Rest des abschließenden Eierstabs des Sockels. Die Szene ist stark beschädigt (Archäologisches Nationalmuseum Neapel, 188 × 190 cm). Sie zeigte Aphrodite, die auf dem Sockel steht und im Hintergrund auf der Scherwand aufgemalte Darstellungen eines Tempels und geflügelten Wesen. Die linke Szene ist verloren und zeigte wohl Dionysos im Schoße Ariadnes. Im rechten Bildfeld waren wohl die drei Grazien zu sehen. Die beiden äußeren Interkolumnien wurden allerdings nicht abgenommen und gelten daher als verloren. Allerdings sind drei Fragmente der Bereiche über dem gemalten Fries erhalten. Die aufgemalten Klappbilder links (Metropolitan Museum of Art, New York, Inv.-Nr. 03.14.9, 43 × 42 cm) und rechts (Metropolitan Museum of Art, New York, Inv.-Nr. 03.14.8, 35 × 35 cm) sind erhalten, sowie der gesamte Bereich zwischen den beiden Kapitellen inklusive dieser (Archäologisches Nationalmuseum Neapel, 94 × 320 cm).

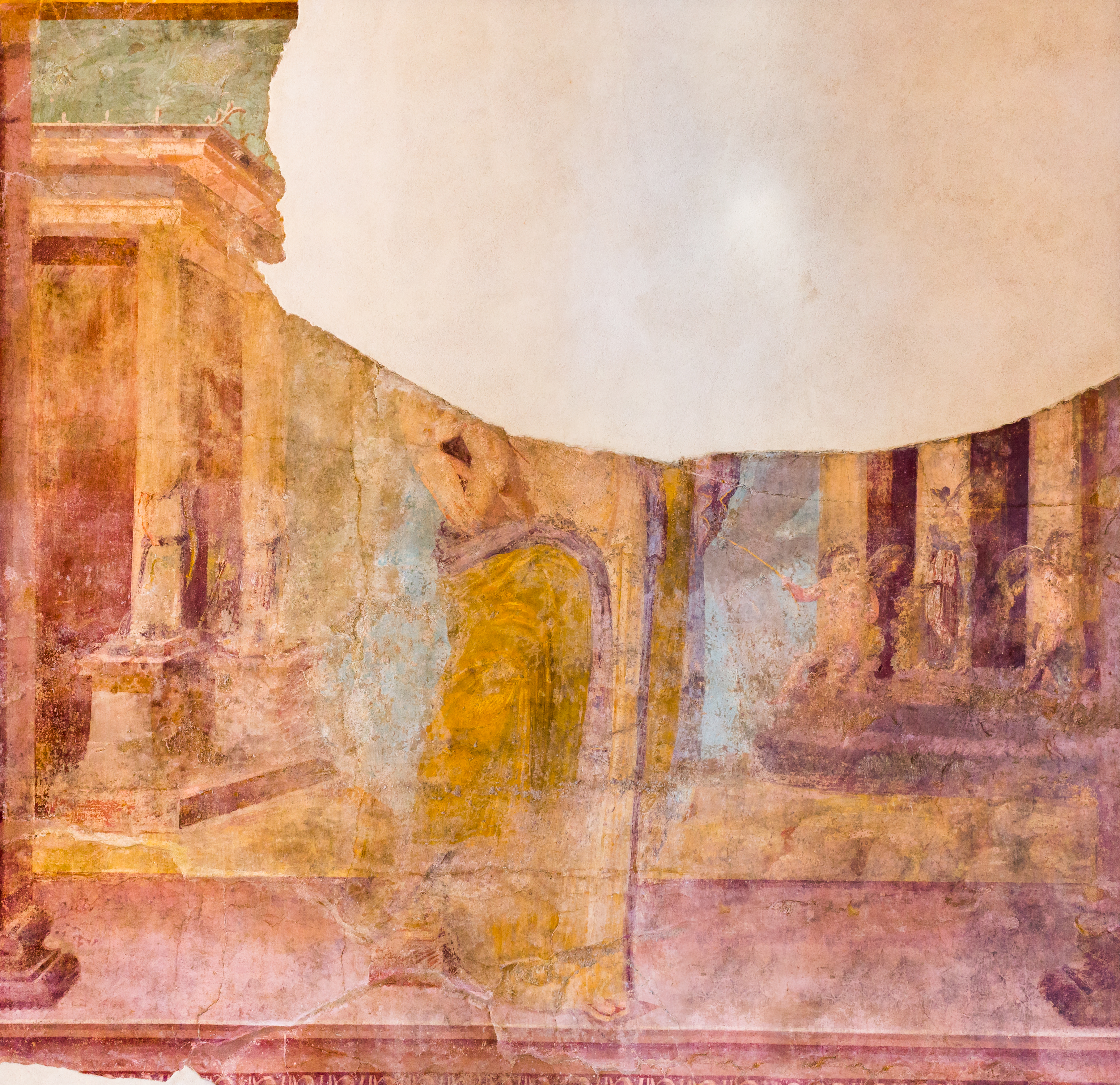
Nordwand, mittleres Bildfeld
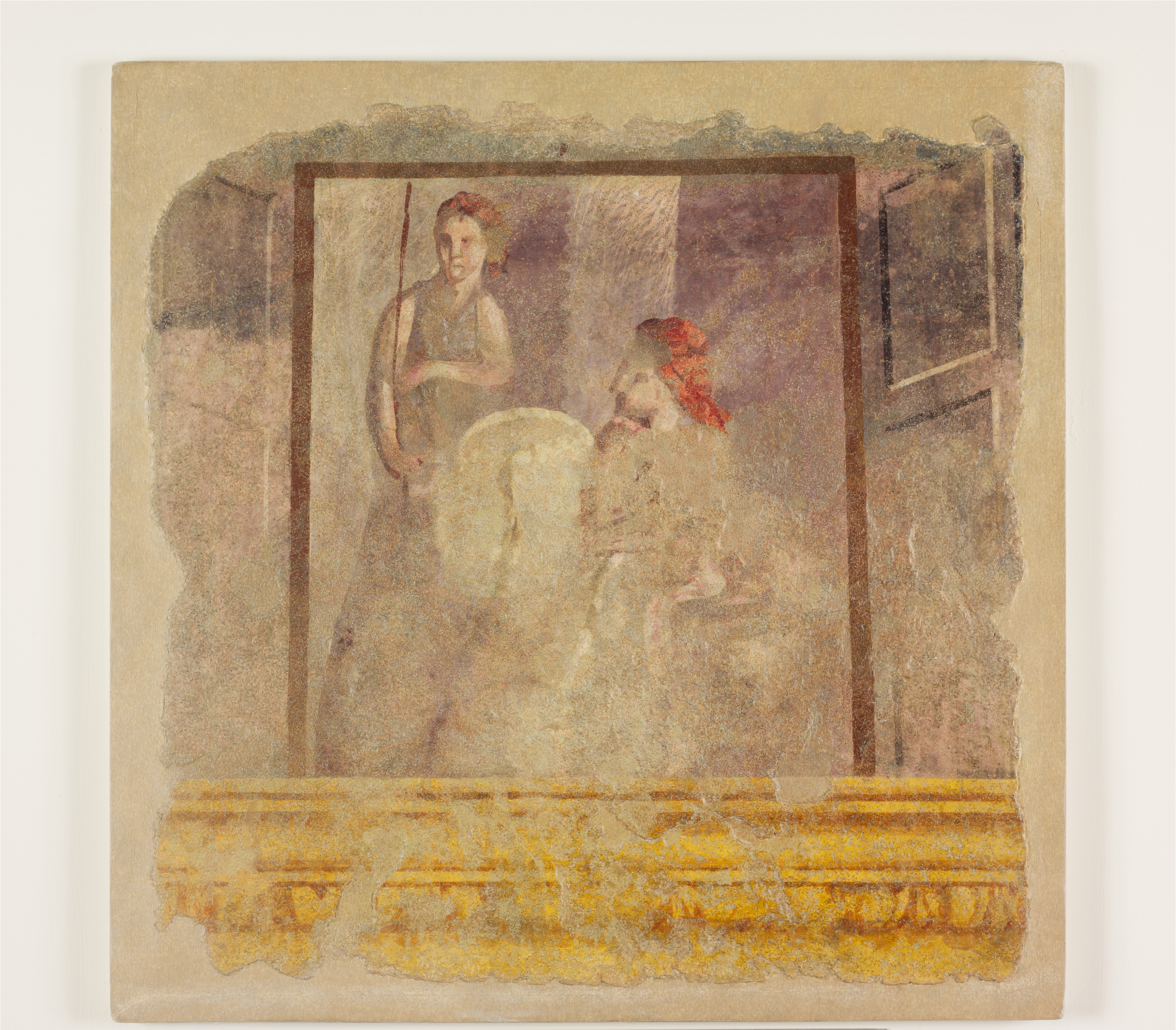
Klapptafelbild und Fries, ehemals über dem linken Interkolumnium
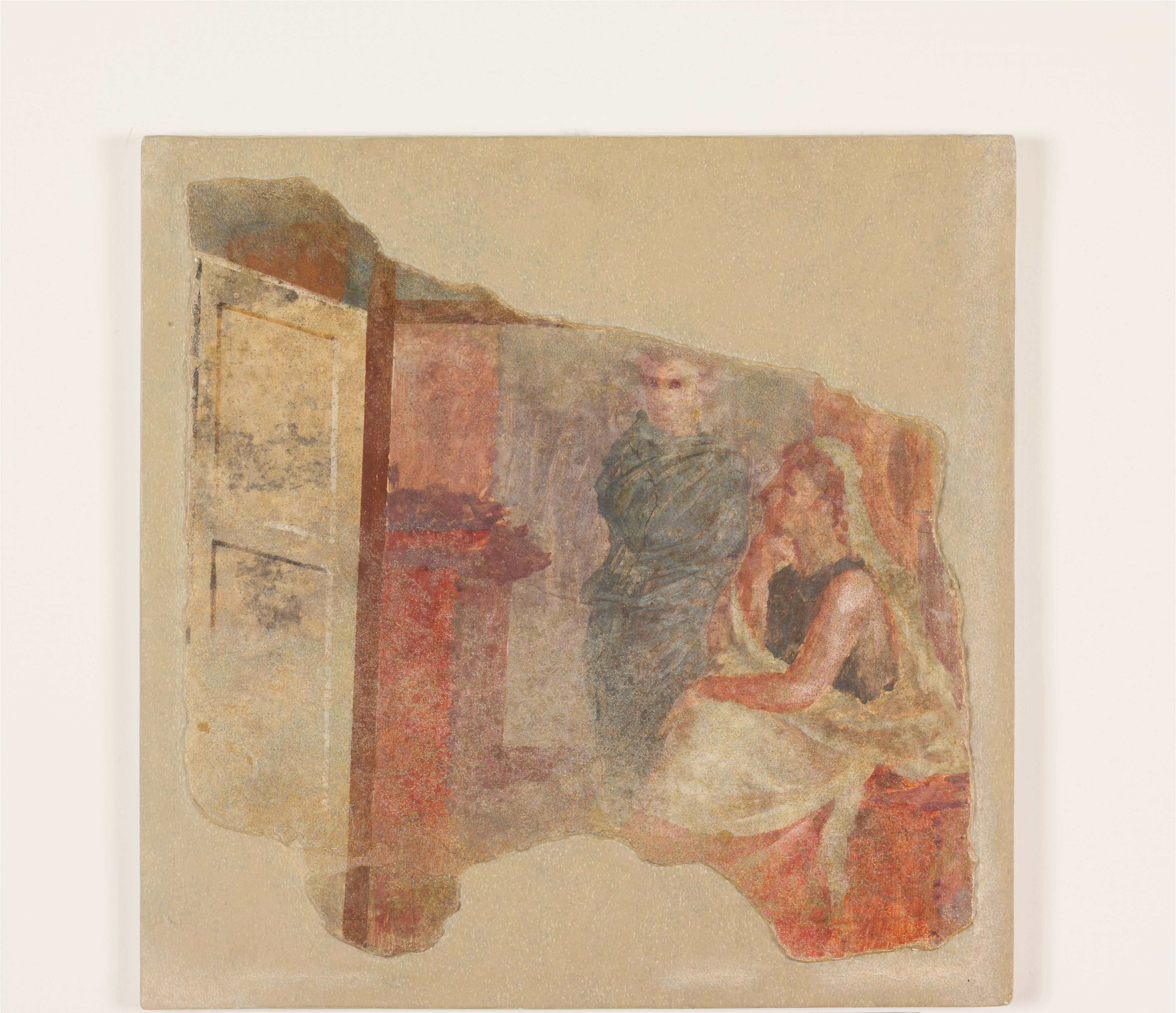
Fragment des Klapptafelbildes, ehemals über dem rechten Interkolumnium

Von der Ostwand sind alle drei Interkolumnien erhalten, von der gemalten Architektur allerdings nahezu nichts. Das linke Interkolumnium (Metropolitan Museum of Art, New York, Inv.-Nr. 03.14.5, 178 × 187 cm) zeigt eine Kitharaspielerin auf einem Stuhl mit einer jugendlichen Begleiterin. Das mittlere Interkolumnium (Metropolitan Museum of Art, New York, Inv.-Nr. 03.14.6, 175 × 190 cm) zeigt einen Mann auf einem Stuhl mit einer Frau neben ihm, die ebenfalls sitzt. Das rechte Interkolumnium, analog zur Westwand breiter als die anderen beiden, zeigt eine Frau mit einem Schild. Rechts von der Frau war eine Tür zu Raum 23.

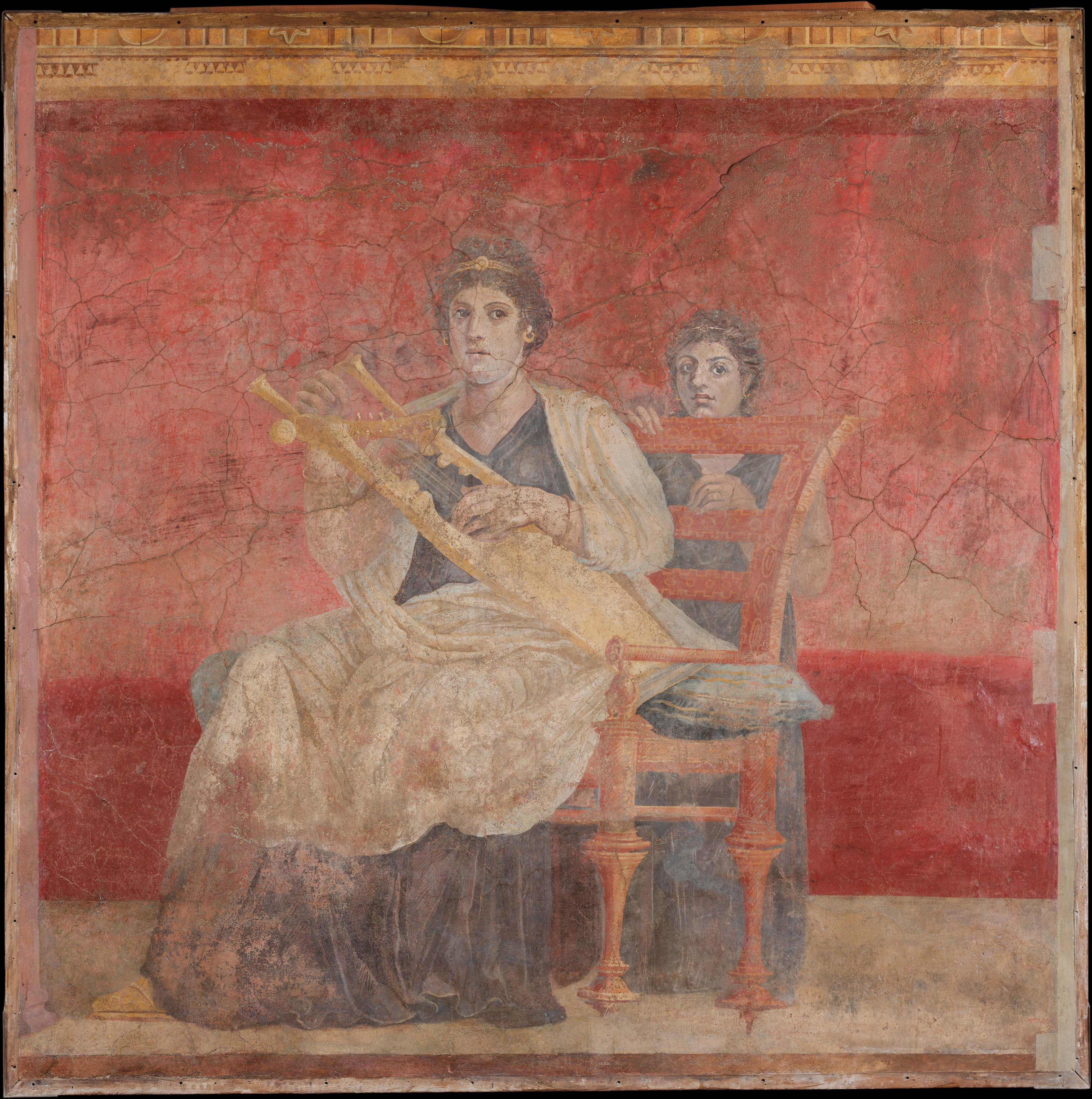
Ostwand, linkes Interkolumnium
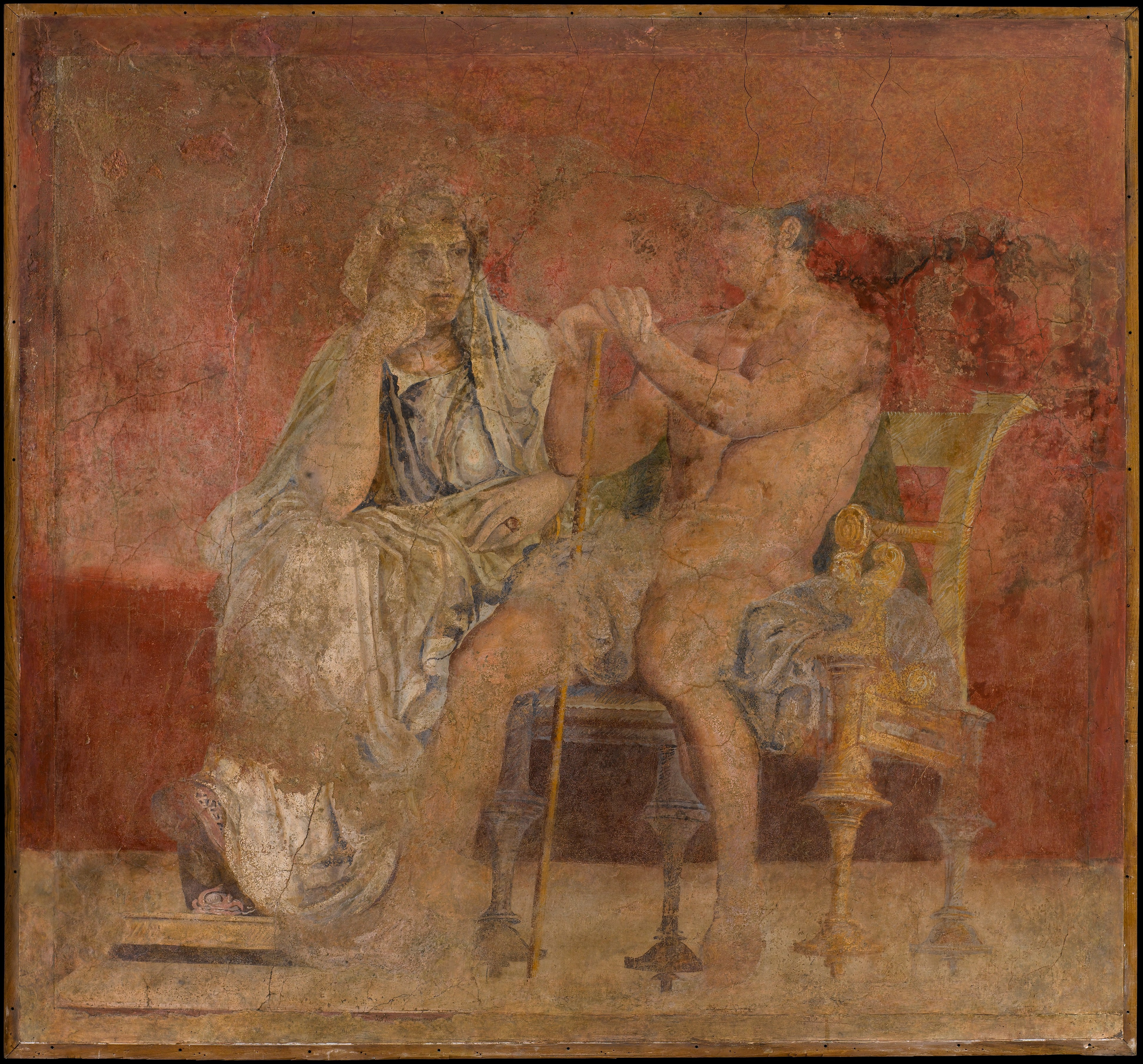
Ostwand, mittleres Interkolumnium
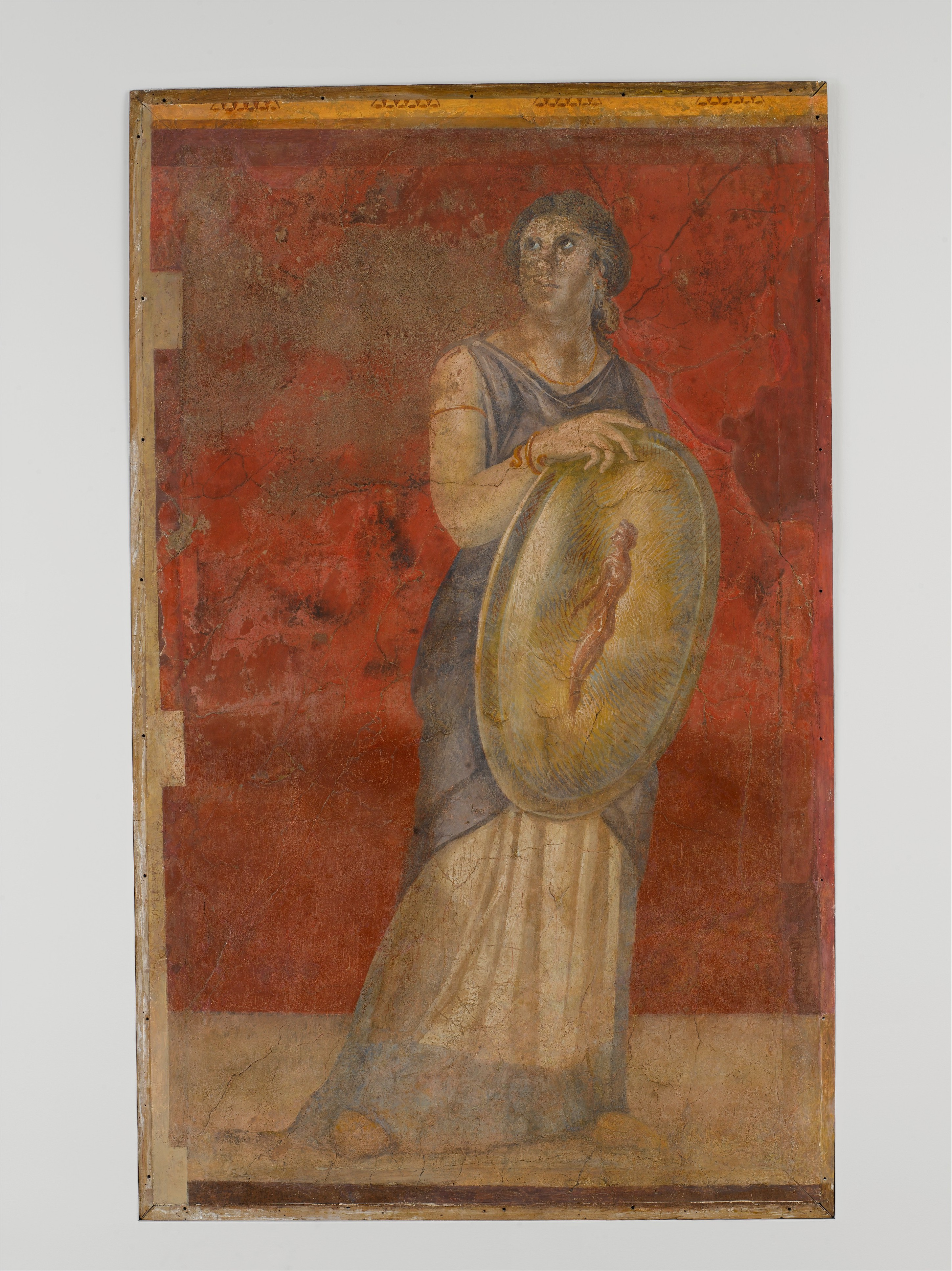
Ostwand, rechtes Interkolumnium

Die Südwand war ebenfalls mit Säulen bemalt, die Interkolumnien waren aber als reale Fenster ausgestaltet, sodass dort keine Malereien angebracht werden konnten. An der Südwand war kein Sockel gemalt, stattdessen öffneten sich (echte) Fenster wohl auch der gleichen Höhe, also ab etwa 80 cm. Zudem war mittig die Eingangstür des Raumes, die etwas weniger als zwei Meter maß. Nur ein Fragment (Metropolitan Museum of Art, New York, Inv.-Nr. 08.26.4, 175 × 43 cm) einer Säule zwischen Tür und rechtem Fenster (von innen gesehen) ist erhalten. Über der Tür war eine Maske des Pan aufgemalt. Diese hat sich als Fragment erhalten (Musée Bonnat-Helleu, Bayonne, Inv.-Nr. 604, 43 × 57 cm).

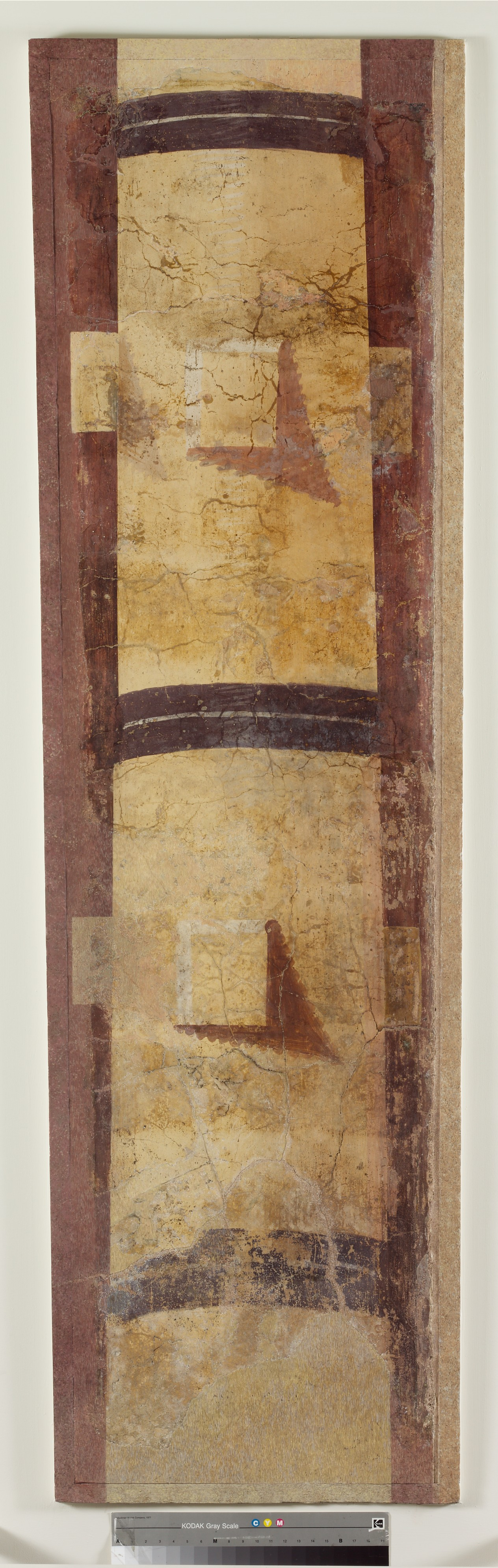
Südwand, Säulenfragment

### Raum I
Raum I ist ein kleiner Nebenraum von Raum H. Er war mit reichen Inkrustationen und Marmorsäulen bemalt. Fast die gesamte Westwand ist erhalten (Musées Royaux d’Art et d’Histoire, Brüssel, 212 × 313 cm), sowie ein Kapitell der Nordwand (Musée royal de Mariemont, Morlanwelz, Inv.-Nr. R58) und eines der Südwand (Musée de Mariemont, Morlanzwelz)

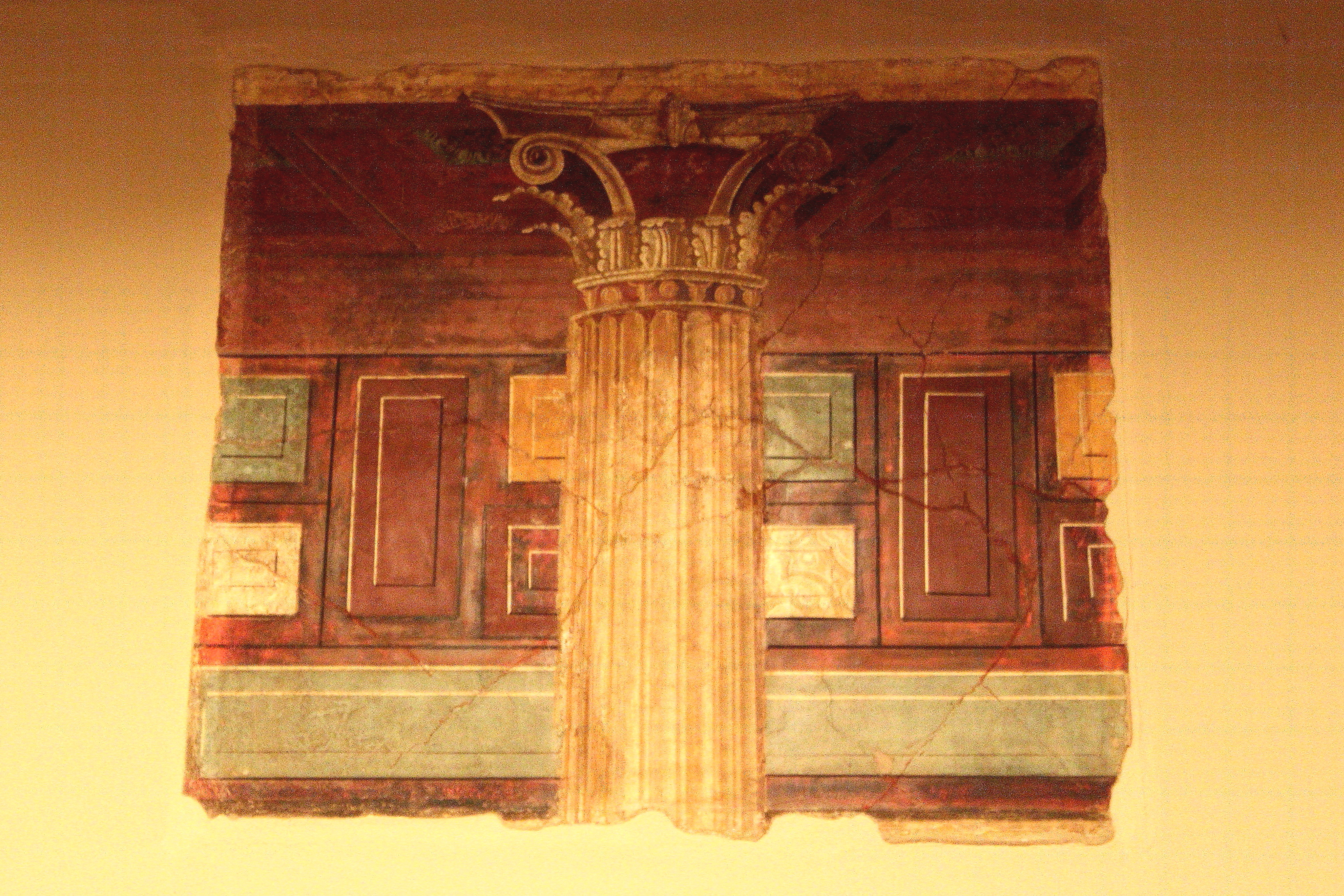
Fragment der Südwand

### Raum L –exedra
An den Wänden der exedra, dem Konversationszimmer, waren Inkrustationen aufgemalt, sowie verschiedene Friese. An Kuhschädeln sind Girlanden mit Zweigen, Trauben und anderem Obst befestigt. An den Girlanden und den Kuhschädeln hängen Satyr- und Bacchusmasken, eine cista mystica und weitere Gegenstände. Ein Fragment der Westwand befindet sich heute im Metropolitan Museum of Art in New York (Inv.-Nr. 03.14.4, 196 × 272 cm), das der Nordwand im Musée Royal de Mariemont in Morlanwelz. Die zwei Fragmente der Ostwand befinden sich im Musée de Picardie in Amiens (linkes Fragment: 185 × 110 cm).

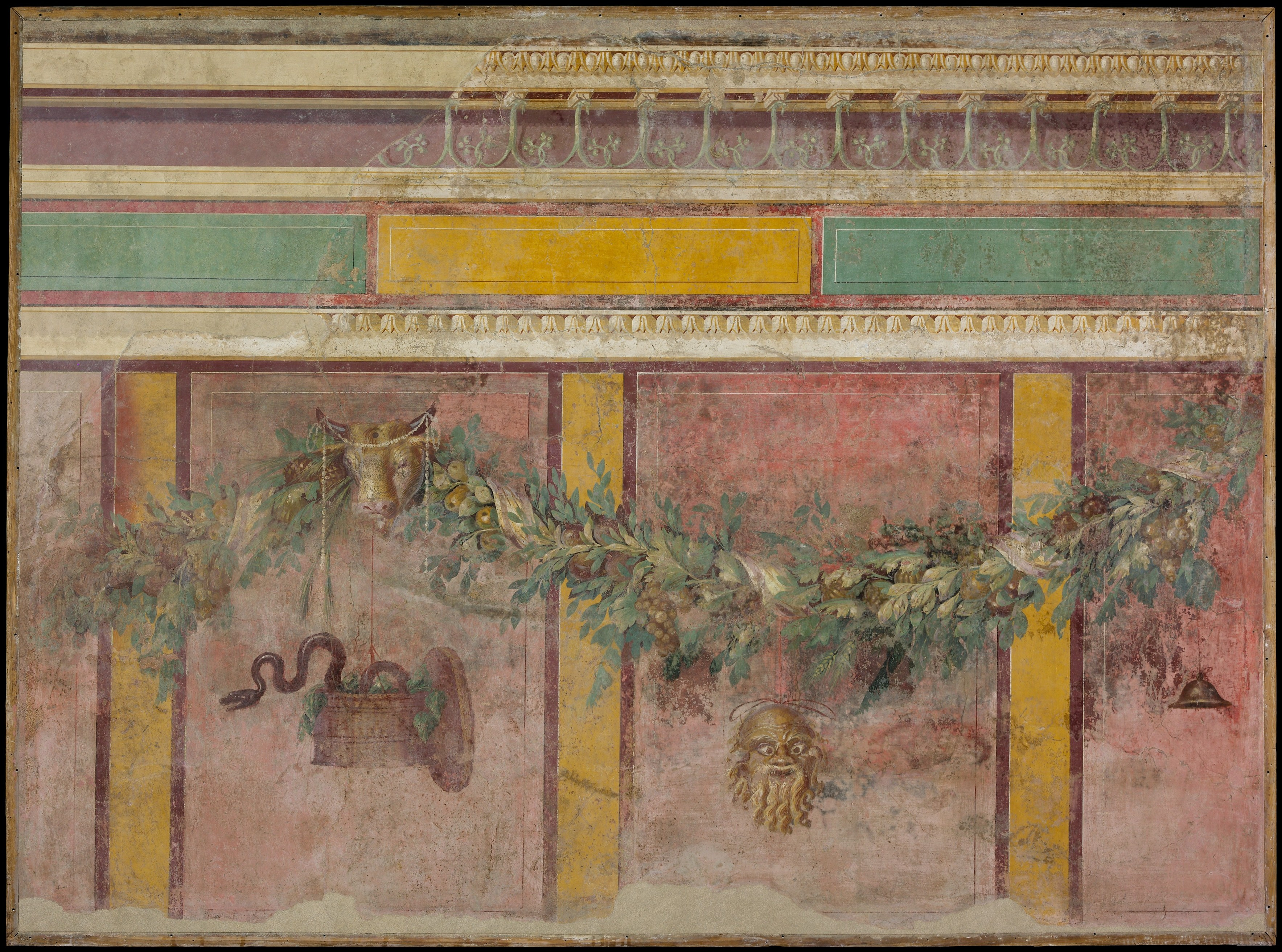
Fragment der Westwand
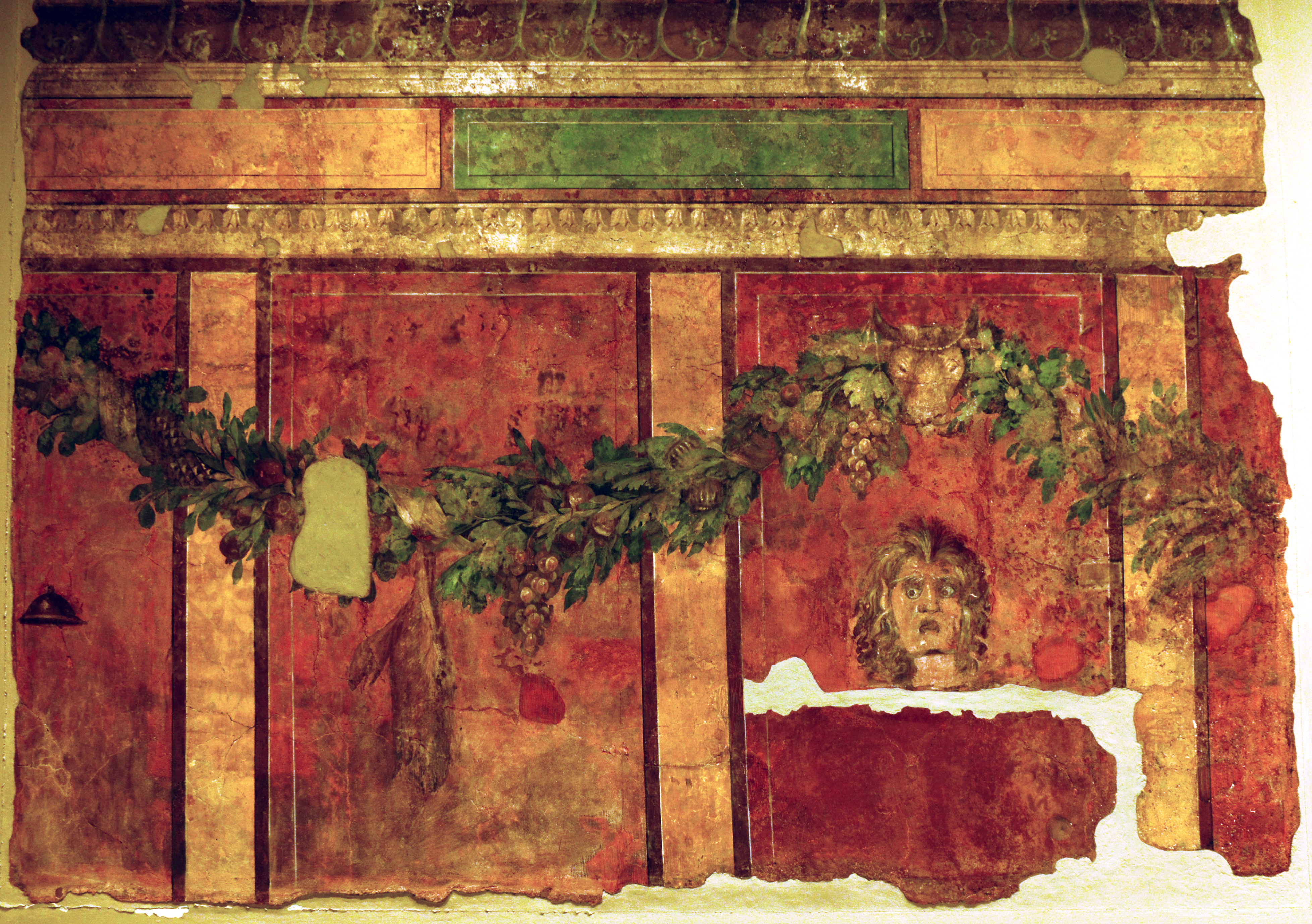
Fragment der Nordwand

### Raum M –cubiculum nocturnum
Das Schlafzimmer ist der einzige in seinen Wandfresken vollständig erhaltene Raum der Villa (Metropolitan Museum of Art, New York, Inv.-Nr. 03.14.13a–g, 275 cm hoch). Die Nordwand stellt in rahmender Architektur eine felsige Landschaft mit einer Balustrade und einem Bogen darauf dar. In den Felsen öffnet sich eine Grotte, in der ein Brunnen und eine kleine Statue der Hekate stehen. Im mittigen Feld steht auf einer Brüstung, die ihrerseits eine in gelb gehaltene Ansicht einer Stadt zeigt, eine Glasschale mit Obst. Die Ost- und Westwand stellen identische Szenen dar, die gespiegelt sind. Am Nordende ist zwischen zwei Säulen ein Durchgang gemalt, hinter dem sich ein Rundtempel erhebt. In den südlichen Bildfeld der Ost- und Westwand sind spiegelsymmetrisch an einer vertikalen Achse Häuser um einen Opferaltar mit goldener Statue gemalt. Die Südwand, die nur aus zwei schmalen Wandstücken besteht, ist mit Quadermalerei und einer illusionistischen Brüstung mit bronzenen Vase bemalt.

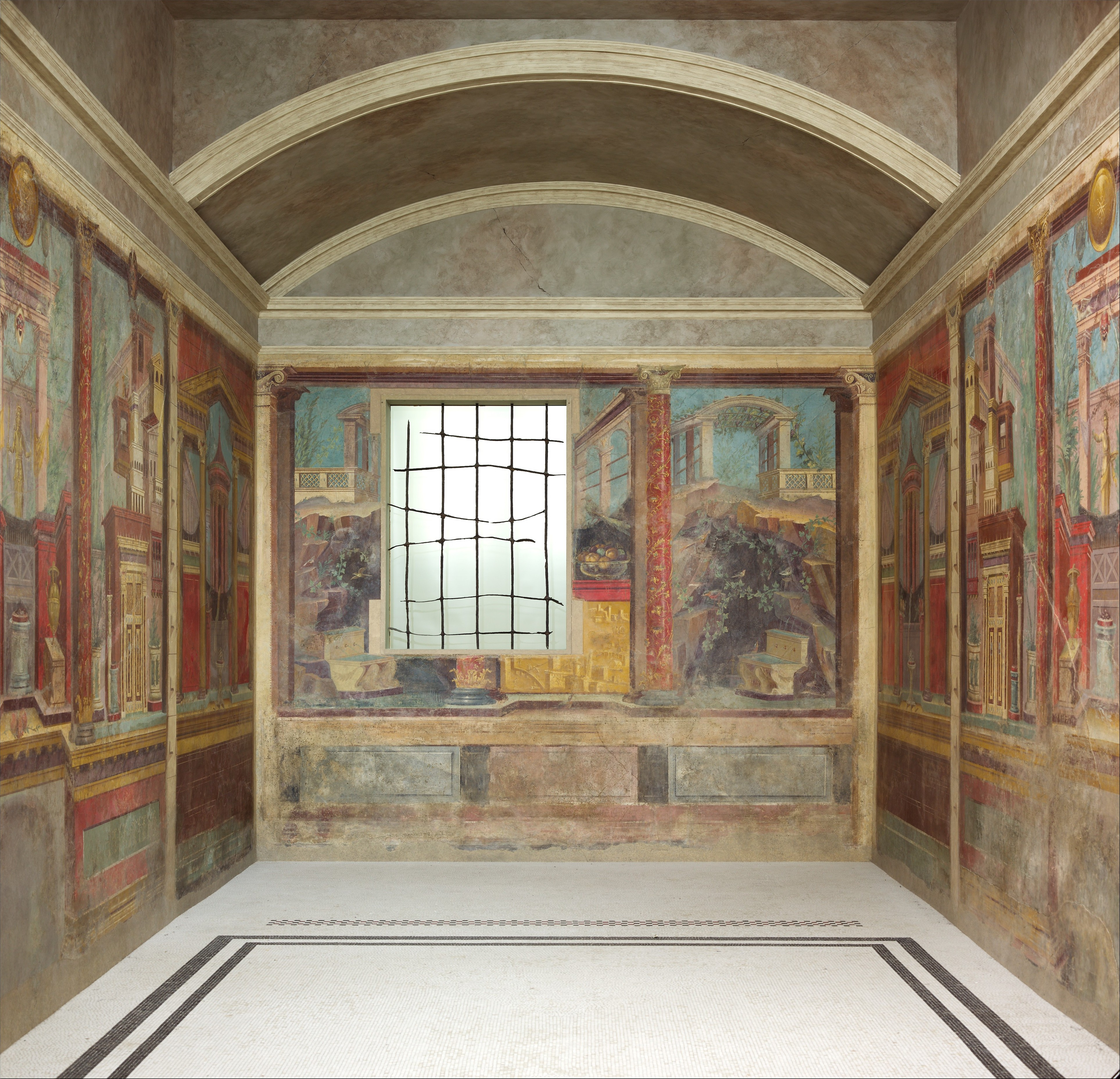
Blick in den Raum Richtung Nordwand
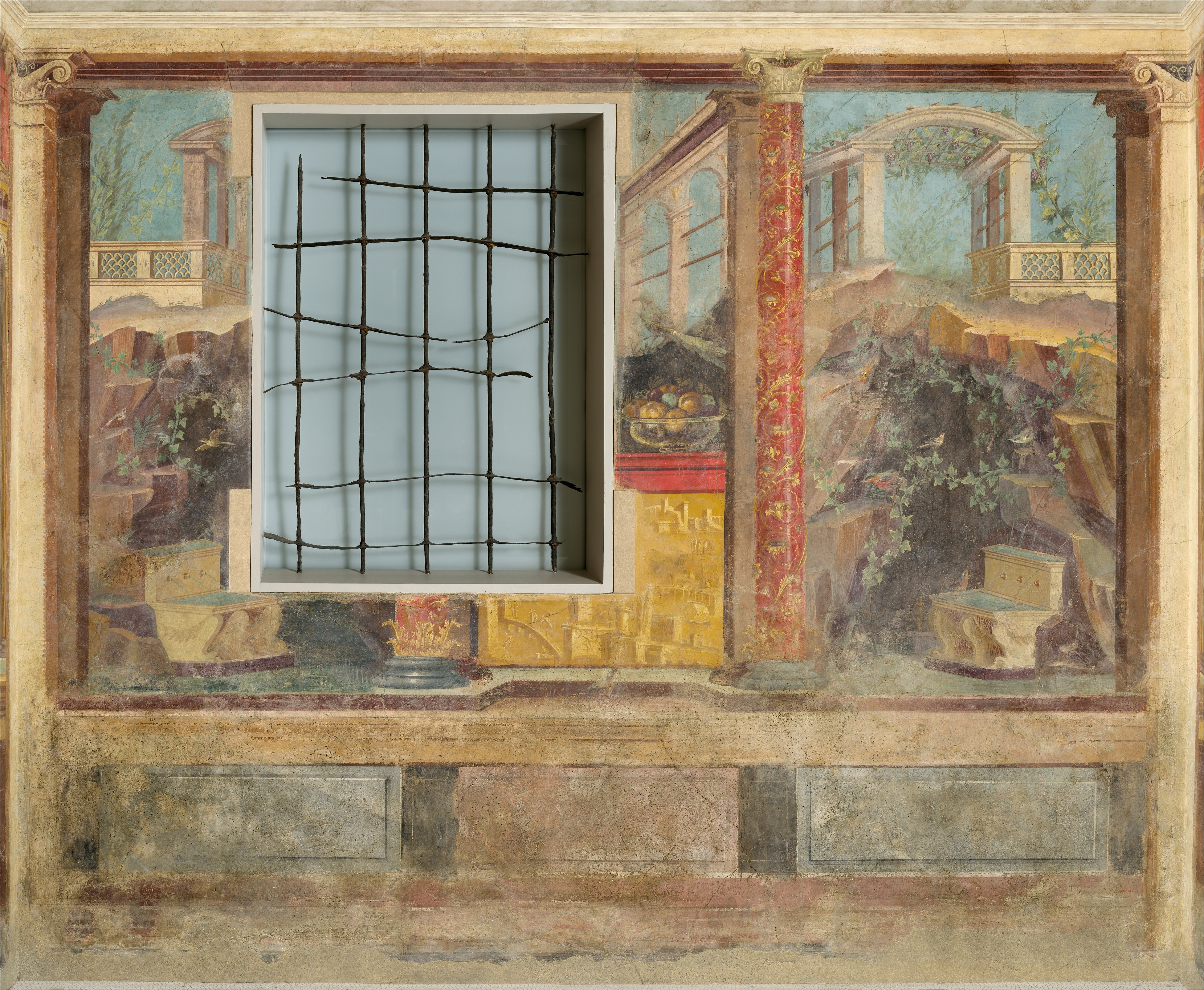
Nordwand
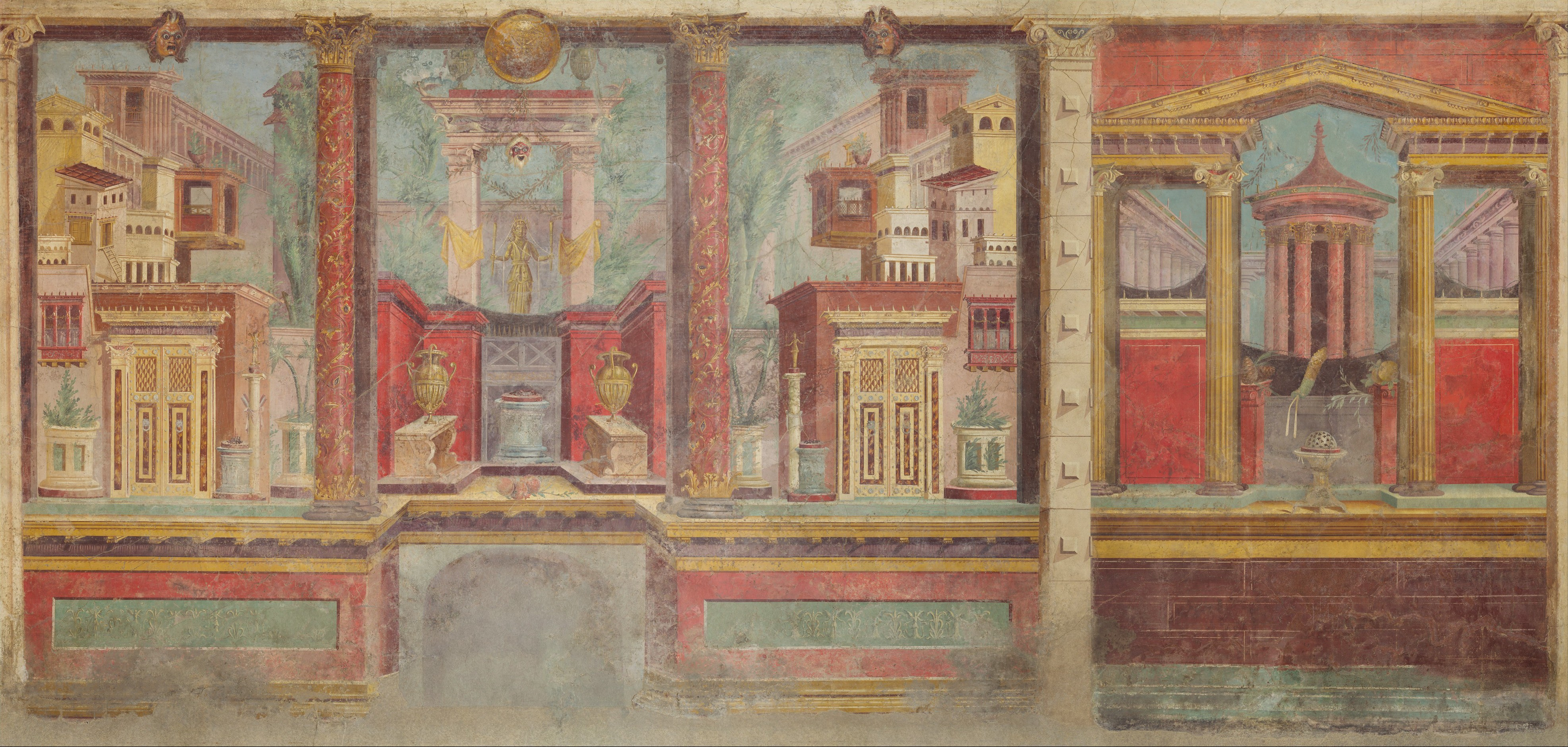
Westwand
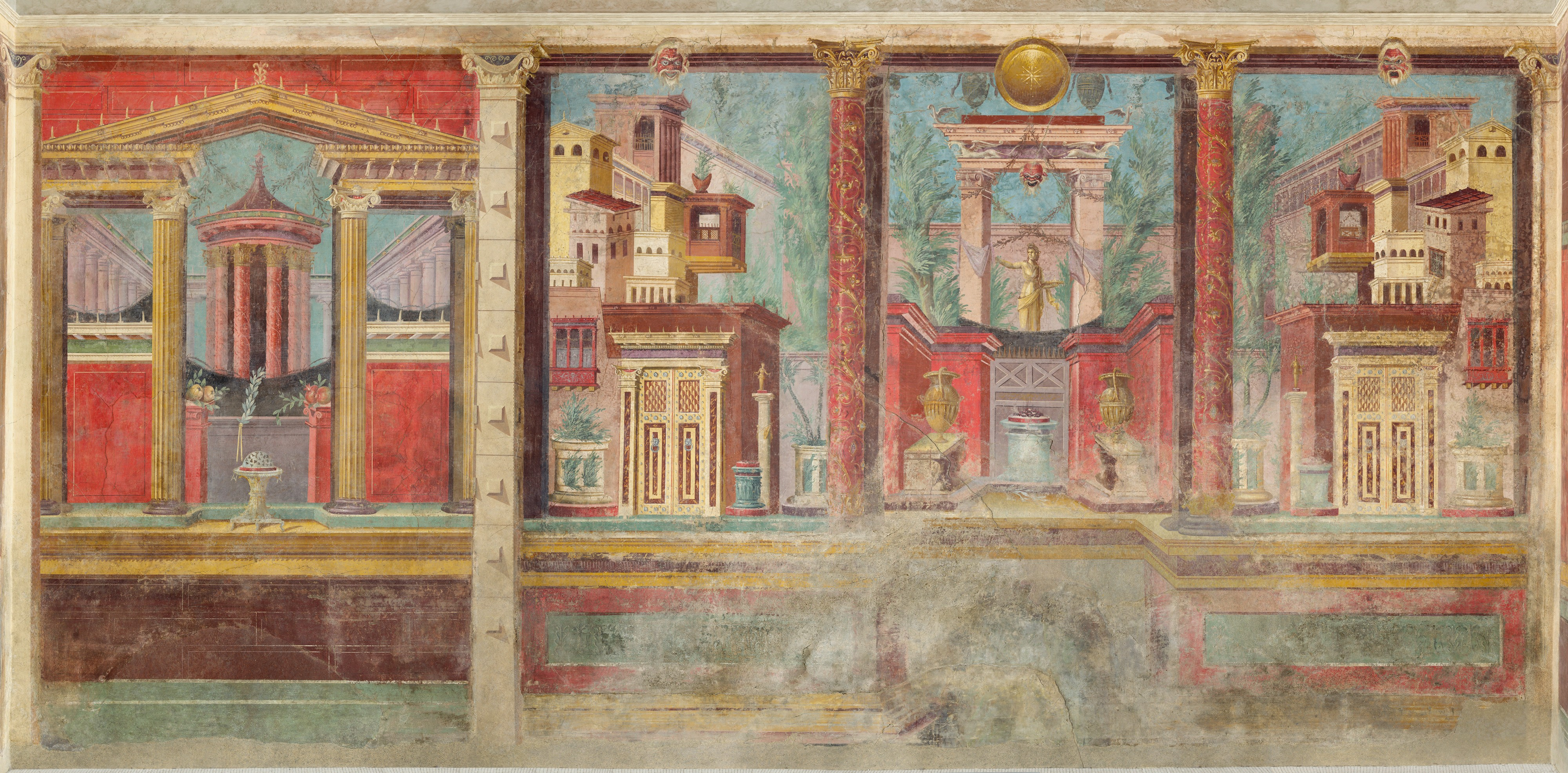
Ostwand
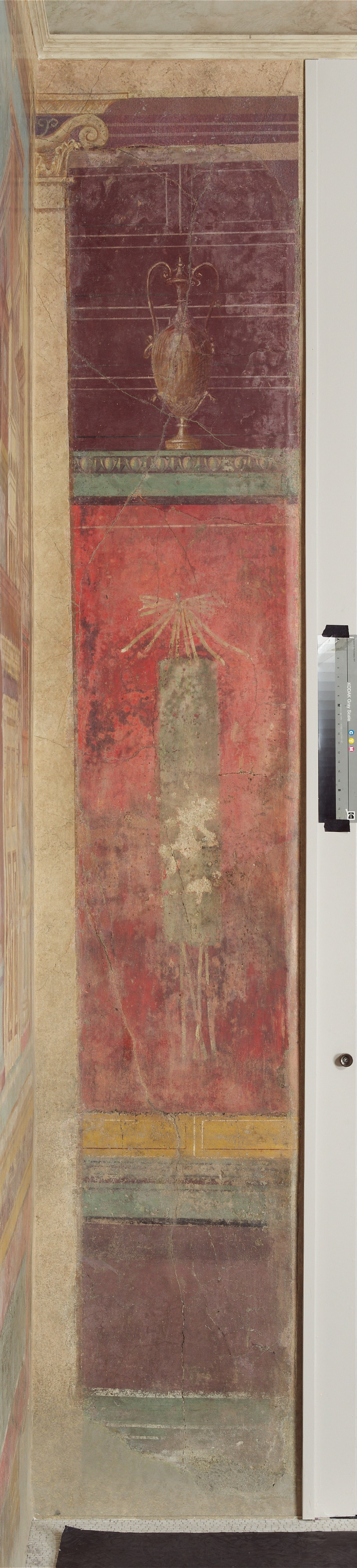
Südwand, linke Seite
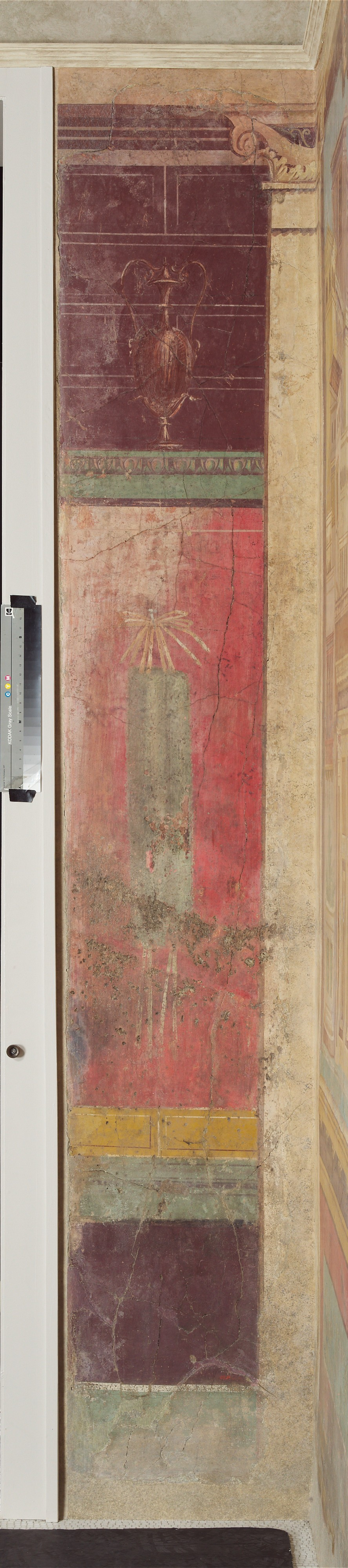
Südwand, rechte Seite

### Raum N – Winter-triclinium
Im Winter-triclinium war illusionistische Architekturmalerei dargestellt, die Ähnlichkeit mit der zum Raum H hatte. Allerdings waren in den Bildfeldern keine Szenen dargestellt und auch die Architektur weist durchaus Unterschiede auf. Nur zwei kleine Fragmente der Nordwand sind erhalten, eines links (Musée Royal de Mariemont, Inv.-Nr. R59) und rechts (Musée Royal de Mariemont, Inv.-Nr. R60, 79 × 72 cm) vom Fenster.

## Geschichte und Eigentümer
Der namensgebende Publius Fannius Synistor, von dem ein bronzenes Trinkgefäß mit eingeritztem Namen gefunden wurde, war vermutlich gar nie Eigentümer der Villa, sondern wohl ein Wein- oder Ölproduzent auf dem Anwesen. Ein Eigentümer könnte eher Lucius Herennius Florus, dessen Bronzestempel in der Villa gefunden wurde, gewesen sein. Aus Gründen der Konvention wird die Villa heute nach P. Fannius Synistor benannt, weil sie unter diesem Namen in ihrem Ausgrabungsbericht bezeichnet wird.